# 赫伯特·冯·卡拉扬
赫伯特·冯·卡拉扬（德語：Herbert von Karajan，德語發音：[ˈhɛɐbɛɐt fɔn ˈkaraˌjan]；1908年4月5日—1989年7月16日），奥地利指挥家，键盘乐器演奏家和导演。
卡拉扬在指挥舞台上活跃60年。他带领过欧洲众多顶尖的乐团，并且曾担任柏林爱乐乐团首席指挥长达34年（1955年起，至1989年去世）。他热衷于录音和导演，为后人留下了大量的音像资料（到1988年为止，他发行超过1万张唱片，约700款录音），包括众多的管弦乐，歌剧录音和歌剧电影，涵括从巴洛克，到后浪漫主义欧洲作曲家，甚至部分現代樂派的作品。其中一些作品，如贝多芬的交响曲还被多次录制。卡拉扬在音乐界享有盛誉，甚至在華文世界被人称为“指挥帝王”。

## 家世
卡拉扬的祖先来自馬其頓，他们起初名为“卡拉约安内斯”（Karajoannes）或“卡拉扬尼斯”（Karajannis）。卡拉揚的高祖父格奧爾格·卡拉揚尼斯（Geórgios Karajánnis）生於奧斯曼帝國魯米利亞（現希腊）的大城科扎尼。西元1767年前往維也納，最終在薩克森選侯國的开姆尼茨定居，並與他的兄弟合作開發纺织產業，大有成就。
而家族中人的名与姓之间多插的一个“冯”字（von），是卡拉扬家族两次被册封为准男爵的结果。第一次是在1792年6月1日於德国开姆尼茨，当时的萨克森选帝侯腓特烈·奥古斯都三世因乔治兄弟在纺织业所做出的成就，而授予他们爵位，姓氏卡拉扬尼斯就此改為卡拉扬。第二次则是在奥地利，哈布斯堡王朝为了表彰卡拉扬家族对帝国健康事业所做出的贡献，而给家族再封头衔。
音樂學家法蘭茲·安德勒所撰寫的卡拉揚傳記裡，認為卡拉揚的母親瑪塔·科斯瑪姬（Martha Kosmatsch，或是斯洛伐克語的Marta Kosmač）具有塞爾維亞，或根本只有斯拉夫的血統。卡拉揚的家族為母系家庭，不過相關的紀載甚少，且許多都是不正確的資訊。卡拉揚的傳記作者弗朗茨·恩德勒（Franz Endler）雖曾提及瑪塔·科斯瑪姬的音樂天賦，卻沒有提到她的身世。卡拉揚的祖父生於卡尼奧拉公國（今斯洛文尼亚）的莫斯坦那地區的小城鎮，以身世而論，卡拉揚的家族應為斯洛維尼亞人，卡拉揚自身亦熟識許多斯洛維尼亞人，這點獲得了卡洛斯·克莱伯的證實。此外，卡拉揚跟奧地利作曲家、斯洛伐克裔的胡戈·沃尔夫亦有親戚關係，倆人的先祖可能均來自當時人口數未滿1,000的莫斯坦那小鎮。

## 生平

### 早年

#### 童年（1908年－1926年）

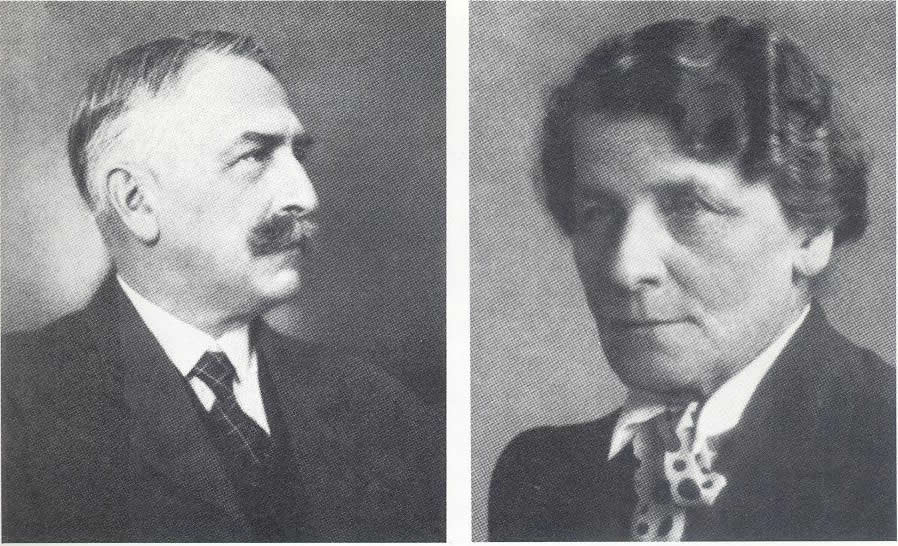
卡拉扬的父母，恩斯特·冯·卡拉扬和马塔·冯·卡拉扬（Ernst and Marta née Kosmač）

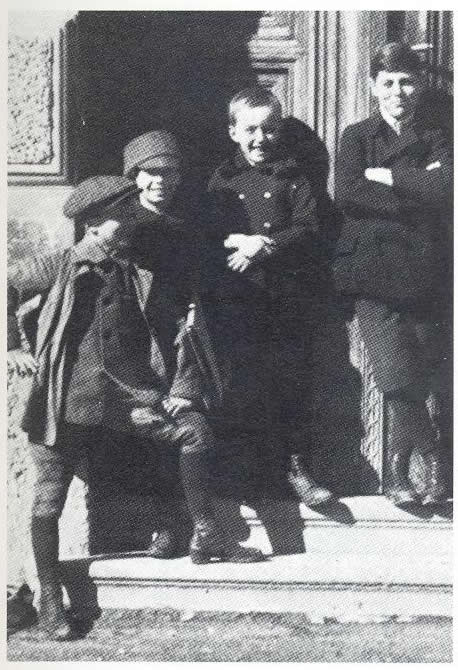
童年时的卡拉扬。卡拉扬与其兄沃尔夫冈以及两位朋友之合影

1908年4月5日是一个晴朗的星期天，恩斯特夫妇再获一子，取名为赫里伯特（Heribert Ritter von Karajan），即是后来的赫伯特。萨尔茨堡是一个有着浓郁音乐气息的城市，莫扎特的故乡，每年有名的萨尔茨堡音乐节就在此拉开帷幕。卡拉扬一家非常热爱音乐。父亲恩斯特会弹钢琴，演奏单簧管，还经常参加莫扎特音乐学院乐团和萨尔茨堡州立剧院的各种活动。城里的音乐家都很乐意和这一家子来往。父亲除了带孩子上交响音乐会外，还时常在家里举办小型的音乐会。不难理解，兄弟两人很早就接受钢琴训练，年长的沃尔夫冈首先学习音乐，到了1912年，赫伯特4岁时，也开始跟随弗兰兹·列德文卡学习钢琴。他从8岁起就在萨尔茨堡莫扎特音乐大学学习基础，为时10年。这音乐教育是多方面的，除了继续跟随弗兰兹·列德文卡学习钢琴外，他还在萨尔茨堡的教堂唱诗班中参加合唱，另外更是师从弗兰兹·绍尔学习和声。值得一提的是卡拉扬作曲和室内乐的老师博尔哈德·包恩伽特勒，他很快就发现了卡拉扬身上的潜能，并对之显示出父亲般的关怀。卡拉扬经常驾驶老师的军用摩托车在郊野狂飙。包恩伽特勒不但诱发了卡拉扬对绘画和雕塑的兴趣，也正是他鼓励卡拉扬后来走上指挥道路。
其实，两位家长才是赫伯特最重要的老师。在卡拉扬的家里，儿子们要用敬称“您”（Sie）称呼家长。恩斯特是一位严谨的人。他每天步行25分钟上班，在路上将快要进行的手术通盘琢磨。这种作风无疑也深深地影响着日后的赫伯特，让他养成事事做足准备的习惯。母亲则是一位乐善好施的好人。卡拉扬12岁时，一次他在爬楼梯的时候失足，从20米高处堕下，脚部关节和脊椎受伤，后遗终身，母亲马塔对之的关怀照料令人动容。
据卡拉扬的自述，他曾因自己在钢琴方面的早熟，被人称为“神童”，不过他从没为这一称号而去耗费力气。经过5年的钢琴课，卡拉扬终于第一次以钢琴家身份在莫扎特纪念日里登台演出（1917年1月27日）。两年之后的1月26日，他在老师包恩伽特勒的指挥伴奏下，以独奏家身份演奏协奏曲。

#### 维也纳（1926年—1929年）
但这些音乐方面的小成就，似乎还不能让他的双亲立下心思，让年轻的卡拉扬将来以音乐为生。母亲马塔总希望卡拉扬能当上一名银行职员。务实的父亲则曾劝他说：“我知道你有音乐方面的天份，但你总得学一些实用的技术来糊口。”为了顺从父亲的意愿，卡拉扬在1926年完成莫扎特音乐学院的学习后，即去了维也纳进入工业高校学习。不过他并没有离音乐而去，而是坚持学习，所以他在研修技术的同时，还在维也纳大学入读音乐科学系，同時在维也纳音乐与表演艺术学院学习。他在维也纳跟随新老师约瑟夫·霍夫曼学习钢琴，还同时向亚历山大·文德雷尔和弗朗兹·绍克第一次学习他日后的职业：指挥。年轻的卡拉扬当时具有一个钢琴演奏家的一切音乐才能。不过后来，一如罗伯特·舒曼，卡拉扬手指的腱鞘严重受伤，即使他本人作了一些荒诞的尝试以使之痊愈，也没见好转，这让他不得不在通往钢琴家的路上止步，而将之转到指挥的前途上。
文德雷尔在维也纳音乐生活中有一定的影响力，但作为老师，他就未必胜任。卡拉扬对指挥的知识主要不是来自于老师，而是职业实践本身。但卡拉扬在维也纳却学到了很重要的东西：歌剧剧目，以及更难得的—维也纳的顶尖歌剧表演：当时卡拉扬并没有什么机会指挥乐队进行实践，却和同学想到办法来打发时间。卡拉扬对此说道：
我们之间类似成立一个了俱乐部，经常跑到国家歌剧院，揣着站票去看指挥家指挥。我有一个同学，家境好，家里有两台钢琴。我们就在国家歌剧院上演歌剧之前，先去他家通览整部歌剧，两人演奏钢琴，一个演独唱角色，一个代合唱，还有一个指挥。演练好后，我们再去听歌剧演出。剧后聚在一起，喝着啤酒对刚才的演出的品質大发一通牢骚。
不过，卡拉扬话里的负面用词应不能被当真。维也纳国家歌剧院在1920年代正值其黄金时代，人才辈出。当时欧洲老一辈的指挥大师齊聚该处：富特文格勒，克劳斯，理查·斯特劳斯，托斯卡尼尼和瓦尔特。演唱家方面则赫然可见如下名字：莱曼，耶里扎，迈尔，耶格尔和雷特贝格等人。
1928年12月17日，卡拉扬迎来了自己的第一次指挥登场，指挥学院乐队演奏罗西尼歌剧《威廉·退尔》的序曲。但是他可能意识到，当时毫无名气的他在维也纳很难找到工作，于是他决定回去萨尔茨堡一试。过了一个多月，为了展示自己的才能，这位年轻的指挥家在家乡作了自己的公开亮相，他延请并指挥了莫扎特音乐学院乐团，曲目是理查德·施特劳斯的《唐璜》，以及柴可夫斯基第5號交響曲。演出很成功，并且，卡拉扬为自己赢得了机会——乌尔姆市立剧院的经理邀请他到自己的剧院试奏。经理在听过卡拉扬的指挥后，决定聘任这位年轻人在剧院指挥歌剧，月薪约为20美元。当时卡拉扬跟经理说道，自己并未指挥过任何歌剧，要接受这工作他得先研究一下。经理回答得很简单：“没问题，你过来研究就行了。”于是，乌尔姆之职成为了卡拉扬指挥事业的正式起点。

### 生涯起步

#### 乌尔姆（1929年—1933年）

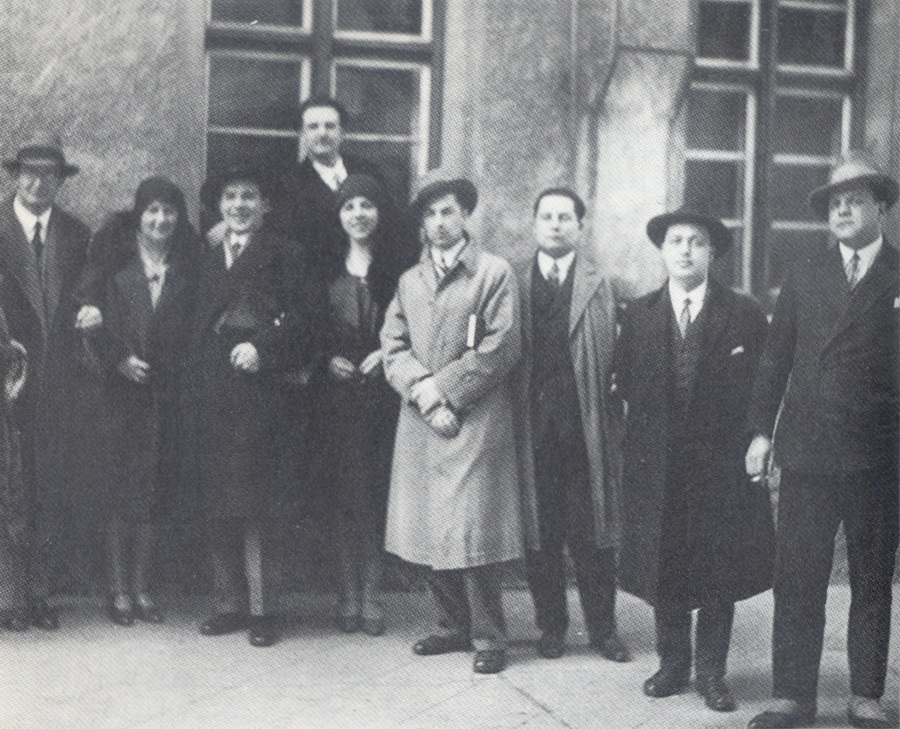
乌尔姆时期的卡拉扬（中央穿淺色大衣戴帽者）

乌尔姆市立剧院并不是一座大剧院，舞台比一个大房间大不了多少，设施简陋，人手不足。卡拉扬要参与歌剧制作的方方面面，甚至要自己去拉帷幕，但此正是用武之地。多年之后，卡拉扬还是非常怀念这段日子，认为乌尔姆正是自己成长的好地方。
到任后的卡拉扬，稍事适应后立刻着手工作。他并没让人失望，3月2日就制作了他自己平生的第一部歌剧：《费加罗的婚礼》。在乌尔姆这个小舞台上，他能上演瓦格纳的《纽伦堡的名歌手》，一年间他可以上演六部不同的歌剧，同時为下一年研习另外六部。当然，他也会举办音乐会，甚至在莫扎特D小调钢琴协奏曲中弹上一曲。夏天，他会回到家乡演出，例如在1929年4月19日，他就另在萨尔茨堡节庆剧院里指挥了理查德·施特劳斯的独幕歌剧《莎乐美》。另外他也会到音乐节协助排练。在音乐节那里，卡拉扬受到双重洗礼：在歌剧制作方面，马克斯·赖因哈特为他展示了舞台的魅力。而托斯卡尼尼则让卡拉扬知道了，不同的音乐处理，能让同样的音乐产生出如何不同的效果。
1929年，卡拉扬接受母校莫扎特音乐大学邀请，担任其国际基金会夏季课程（Sommerakademie）指导。而在乌尔姆方面，虽然其条件像上面说到的受到限制，但卡拉扬还是忠心地留在那里。因为当时德国正一步步陷入危机之中，失业率高踞，卡拉扬当时不见得有多大希望在乌尔姆之外的地方觅得新任。可是，在乌尔姆任職5年之后，卡拉扬还是离开了，這并不是完全出于他的自愿，而是剧院解雇了他。经理所持的理由很耐人寻味，他认为卡拉扬「龙非池中物」，长久地被「锁」在乌尔姆，并不能让他进一步有所成就：
您在我眼前工作了足足五年。您现在是更优秀更成熟了。我们这里是小城一座，在这里工作的人出不了头。而客座指挥又不是常事。您颇有滞足于此之虞。据我看，您能成大器，而我们下一年也不会再聘任您了。您目前得迷茫和消沉一下了。
长远来看，卡拉扬确实应感谢剧院经理这一猛烈举措，但短期来看，失业却是很可怕的。这意味着当时25岁的卡拉扬流落街头，就业机会渺茫；在找到新的工作之前，他要渡过數个半饥的无眠之夜。

#### 亚琛，纳粹，柏林（1934年—1945年）

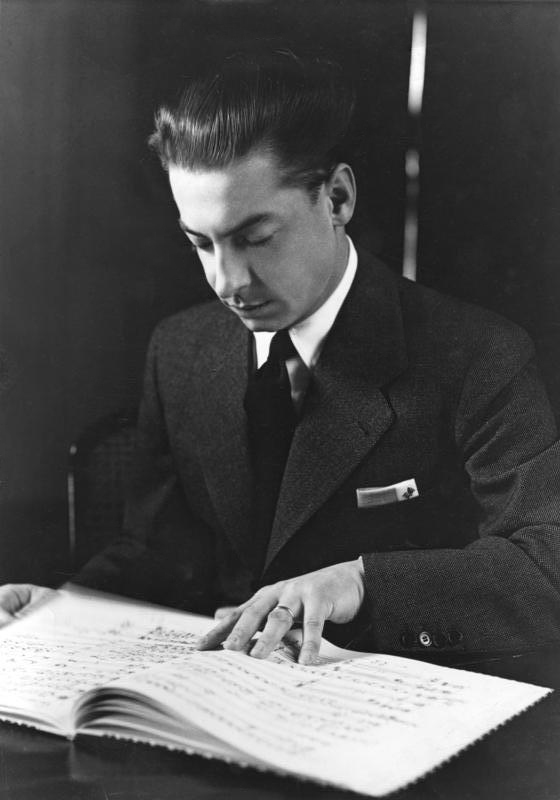
1938年的卡拉扬

1933年纳粹党上台，德国音乐人才急剧衰减。就在那一年，华尔特、克伦佩勒、埃里希·克莱伯、弗里茨·布施全都被迫离开。有着犹太血统的作曲家作品被禁，马勒或是荀白克都在此列。而欣德米特的歌剧《画家马蒂斯》被禁，富特文格勒为此大闹纳粹，辞去了其身上所有的终身职务，以47岁的年纪暂时退休。
而在这些大事发生不久之后的1934年，卡拉扬得到了一个重要的职位—亚琛市立剧院的音乐会指挥和歌剧总监。这个剧院比乌尔姆的高一个档次，乐团有70多人，合唱队300人，而且带领合唱队的正是日后扬名合唱界的威廉·皮茨。以这样的人员，卡拉扬迫不及待地上演了瓦格纳的《尼伯龙根的指环》。而亚琛也是卡拉扬到柏林和维也纳的跳板。1934年8月21日，他在私人晚会上首次与维也纳爱乐管弦乐团合作，演奏了德布西和拉威尔的作品。到了1935年4月12日，卡拉扬更是被任命为亚琛市立剧院音乐总监。卡拉扬以他当时27岁的年纪，成为了德国最年轻的音乐总监。但是，卡拉扬得作出一项妥协：加入纳粹党。
根据华尔特·李格的评论，卡拉扬不谙政事，只要针不到肉，他也懒得去理政坛上的风风雨雨。在乌尔姆时，他就曾给人不关心政治时局的感觉。但1933年之后德国的形势，和此时的饭碗问题，使得卡拉扬决定成为纳粹党员，就是德语中所谓的“Pg”（德语Parteigenosse的简称）。
卡拉扬从不否认自己曾经是纳粹党成员。但是卡拉扬与纳粹党之间的关系，更确切地说是他的入党时间，带有历史的迷雾。之所以这样说，是因为经后人发掘出来的证据与卡拉扬的自白之间有出入。根据一些战后纳粹留下来的文件，有人认为卡拉扬申请入党的时间是1933年4月8日。但卡拉扬却非常肯定地说，自己是在1935年才入党，并且以1933年的党证上并没有他的签名为理据进行反驳。当然，支持卡拉扬的声音是有的。卡拉扬对自己入党日期是于1935年所表现出的强硬态度，可能是要避免旁人对其入党动机所作出负面的猜测。
虽然当时德国在政治上极端压抑，第三帝国的文化生活却是非常丰富的。具有“党员”身份的艺术家，其工作条件非常优越。而纳粹党高层对艺术也显得十分阔绰。卡拉扬和富特文格勒一样，在帝国内不断地指挥音乐会。到了后来，卡拉扬在由赫尔曼·戈林掌管的柏林国家歌剧院工作，后者给与了卡拉扬极大的自由度。
1937年6月1日，卡拉扬受布努诺·瓦尔特之邀，首次到维也纳国家歌剧院指挥，剧目是瓦格纳的《特里斯坦与伊索尔德》。这是一场令人瞩目的胜利。但卡拉扬也领略到了维也纳歌剧院的艰难工作条件：大排练被取消，小排练里主角们唱两句就要离去办点私事。日后的1956到1964年，卡拉扬会更真切地体会到这些难处。而同在1937年，卡拉扬被邀请去指挥一支柏林的管弦乐团，但卡拉扬拒绝了，因为乐队不能给他任何时间去排练。不过很快，到了1938年，乐队就同意了卡拉扬的要求，先排练再演出。于是卡拉扬就在4月8日，首次和这支乐队合作，指挥了莫扎特第35号交响曲《哈夫纳》，拉威尔第2号达夫妮与克劳伊组曲和勃拉姆斯的第4號交響曲。而这支乐团，就是日后和卡拉扬合作35年的柏林爱乐乐团。
而在个人方面，卡拉扬在1938年7月26日与亚琛轻歌剧首席女歌手艾米·霍格罗夫（Elmy Holgeroef）结婚，两人在亚琛附近的树林里拥有一座房子。但是卡拉扬关注得更多的是其事业。而霍格罗夫与戈林夫人的友好关系帮助了卡拉扬进军柏林。1938年9月30日，他得到了在柏林国家歌剧院指挥的机会，剧目是贝多芬的《费德里奥》。10月21日是卡拉扬的胜利时刻，他指挥的《特里斯坦》引起国际轰动。柏林音乐评论家冯·德·努尔称之为“神奇的卡拉扬”（das Wunder Karajan），非但如此，他还添油加醋地写上，“一些老指挥家”应该向这位年轻人学习一点什么。这里的“老指挥家”很明显就是针对富特文格勒。这“神奇的卡拉扬”称号和挑衅的口吻引来了富特文格勒的抗议，并且成为了富特文格勒与卡拉扬长时间对立的开端。后来在富特文格勒非纳粹化过程中，一些资料除尘，指出范·德·努尔只是为当时纳粹中反富特文格勒阵营所迫，而写出这种评论的。
不管有没有范·德·努尔的评论，卡拉扬开始在柏林扬名。虽然他被富特文格勒掌管下的柏林爱乐拒之门外，但是卡拉扬还是成功在柏林立足，他在1939年11月同时接受了柏林国家歌剧院乐队长和普鲁士国家乐团音乐会指导两职。他还在1940年2月18日于理查德·施特劳斯面前上演了其歌剧《厄勒克特拉》，并得到作曲家的首肯。卡拉扬也到过被占领的巴黎演出瓦格纳的作品。而且其录音生涯也即将开始，他与德国唱片公司（著名的DG）签下第一份合约期至1943年。卡拉扬的第一个正式录音，是指挥柏林国立乐团演绎莫扎特的《魔笛》序曲。移师柏林后，卡拉扬和霍格罗夫之间不稳定的夫妻关系最终破裂。不过很快到了1942年，卡拉扬便与另一位女士安妮塔·居特曼（Anita Gütermann）结婚。而新婚10天后，卡拉扬宣告退党，这可能与其新妻祖父是犹太人有关。碰巧的是，卡拉扬亚琛和柏林两地的合约过期。这一退党举动使卡拉扬又一次失业，成为政府和纳粹眼中的“不受欢迎的人”（拉丁語：Persona non grata）。希特勒曾因卡拉扬一次《纽伦堡的名歌手》的败演而极其不满，加上他认为富特文格勒是指挥界唯一的国际巨星，所以综合起来，只要纳粹一日当政，卡拉扬就毫无就业的希望。比如当卡爾·貝姆离开德雷斯顿歌剧院时，卡拉扬的续任申请竟然是被希特勒本人的命令所驳回。

#### 战后（1945年—1954年）
虽然第二次世界大战在1945年结束，但盟军对其前纳粹党员的身份要进行调查，再加上富特文格勒的阻挠，卡拉扬的半退休状态似还没有尽头。他被禁止在德国和奥地利演出。不过有一次例外：1946年1月12日，卡拉扬在维也纳音乐之友协会与维也纳爱乐乐团合作。本来他还被邀请去指挥莫扎特的《费加罗的婚礼》和理查德·施特劳斯的《玫瑰骑士》，但就在最后一刻，演出在苏联方面的坚持下被迫取消。这段时间可谓是卡拉扬最灰暗的日子。
幸好此时卡拉扬得到了两个人的帮助，走出了困境，成功复出。一位是华尔特·李格，当时英国EMI公司的古典音乐唱片制作人。另一位则是卡拉扬的导师和好友，指挥家维克多·德·萨巴塔。李格是因为偶然听了卡拉扬战时录音：小约翰·施特劳斯的《蝙蝠》序曲，暗暗奇之，遂决定让卡拉扬与EMI签约，并尽力为其录音活动去取得官方许可。他奔走游说，成功地令有关当局放宽了对卡拉扬的演出限制。萨巴塔则是意大利元老级指挥之一，他早在1939年就预言似地评价过卡拉扬：
记住我的话吧：这个人将会在往后25年里给音乐世界留下他自己的铭记。
1947年10月到12月間，卡拉扬与维也纳爱乐乐团合作，为EMI录制了贝多芬第8號和第9號交響曲，还有舒伯特的第9號交響曲和布拉姆斯的《德意志安魂曲》。
非纳粹化后的卡拉扬，很快就成为了欧洲音乐生活的中坚力量之一。1948年行程紧密。卡拉扬不但开始了与琉森音樂節的合作，还参加了当年的萨尔茨堡音乐节，包括格鲁克的《奥菲欧与埃雨迪克》，莫扎特的《费加罗的婚礼》，还有两场音乐会，曲目分别是海顿，理查德·施特劳斯，贝多芬和勃拉姆斯的作品。任职方面，他一方面接受了维也纳歌唱协会终身艺术指导和维也纳交响乐团首席指挥两职，并将它们训练成一流的音乐团体。而另一方面在伦敦，他则与由李格组队的愛樂管弦樂團（The Philharmonia）紧密合作，并在接下的几年陆续制作了一系列名盘，如和钢琴家迪努·李帕蒂合作录制舒曼的钢琴协奏曲，和圆号手丹尼斯·布莱恩录制了莫扎特的圆号协奏曲，和李格的夫人伊丽莎白·施瓦茨科普夫录制的一系列歌剧：《蝙蝠》，《法斯塔夫》，《汉塞尔与格蕾太尔》，《阿里阿德涅在纳克索斯》和《玫瑰骑士》等，还有他自己的第一套贝多芬交响曲全集。1952年，他带领了这支乐队做了第一次欧洲大陆之行。
1949年起，卡拉扬开始頻繁与米兰斯卡拉歌剧院合作，并成为其德国演出季的指导。卡拉扬对歌剧制作细致入微，排练数以月计。所以在那里，他虽然每年只将一到两部歌剧搬上舞台，但却是部部精彩。值得一提的是，卡拉扬在此曾与有着“歌剧女神”之称的瑪麗亞·卡拉絲数度合作，如1954年有名的《拉美摩尔的路契亚》，并且为EMI留下了诸如《游唱诗人》，《蝴蝶夫人》等歌剧的录音。
1949年，卡拉扬再度在萨尔茨堡音乐节上指挥维也纳爱乐和乐友歌唱协会合唱团，演奏威尔第和贝多芬的作品。不单是他故乡的音乐节，就是拜鲁伊特也向卡拉扬招手。1951年，这个几度风霜的瓦格纳音乐节战后重开。该年的音乐节是一次名副其实的盛事。華格纳的两位孙子维兰·瓦格纳和沃尔夫冈·瓦格纳首次上任制作。各地有名的華格纳歌手齐集一堂。卡纳匹兹布什为观众展现了他对瓦格纳作品诠释的独特魅力—《帕西法尔》。而富特文格勒也到场指挥了一次令后世难忘的贝多芬第9號交響曲。而卡拉扬作为后辈，则在7月27日的音乐节开幕当晚指挥了《名歌手》全剧，以及和卡纳匹兹布什携手指挥了《指环》。次年，卡拉扬再度登台拜鲁依特，指挥了《特里斯坦》。这两次登台，皆有录音，而且深得好评。其中《名歌手》和《特里斯坦》的演绎，甚至被奉为卡拉扬所有诠释之最佳。但是就在这两次成功的演出之后，卡拉扬就再也没有重登拜鲁伊特的舞台。

### 柏林爱乐乐团
临危受命
战后的柏林爱乐几经危机，除了乐队本身需要重建，人员要添补外，首席指挥问题始终需要解决，先是首席指挥里奧·波查德被占领区士兵誤杀，后来由年轻的塞尔吉乌·切利比达克短暂接掌。1947年富特文格勒归来，但在种种内外因素的作用下，他要一直待到1952年，才下定决心出任乐团首席指挥一职。但此时的富特文格勒已经力不从心。他的耳聋日渐严重，他需要西门子公司为指挥台安装线路设备，以便听到乐队的声音。而且富特文格勒人缘欠佳，与其他指挥以及乐队成员的关系都比较紧张。早在1954年11月30日富特文格勒肺炎逝世前，柏林爱乐乐团就要考虑其继任人问题，而候选人都是当时指挥界的能人：首席客席指揮切利比达克、克路易坦、约胡姆、舒里希特，还有卡拉扬。
富特文格勒在1948年重返舞台，同时也意味着卡拉扬一直在维也纳、柏林和萨尔茨堡这些音乐重镇之前不得正门而入，加上卡拉扬身系繁忙的任务，所以他只得零星的机会与柏林爱乐乐团接触。富特文格勒还曾致信柏林爱乐乐团委员会：
我只对一位同僚有异议，不错就是卡拉扬。他在柏林与你们合作指挥，我当然无话可说。但是如果要他带领乐队巡回演出，我则认为不妥。乐团与一位指挥一同出游，无疑就是进一步合作的开端。而这种问题，不能单凭某一位指挥的票房号召力去考虑，而且要看乐团和指挥的关系如何来决定。与一些媒体的报道相反，我对卡拉扬毫无敌意，而且我怎可能会有呢？可惜的是，敌意来自他那边。由于他的阻挠，我不能在维也纳与维也纳爱乐乐团一度，在已经安排好的巴赫音乐节上与合唱团演出音乐之友协会的《马太受难曲》。而协会则听从了他的号令，因为这等大型的巴赫音乐节要靠他才能成行。
为EMI物色录音人员的瓦尔特·李格两边都不能得罪，他曾说：
很不幸，从1946年到福特萬格勒逝世，我一直在福特萬格勒博士和冯·卡拉扬之间当首席和事佬。在那段日子，卡拉扬奉守斯多噶派原则，低声忍受，可成模范。就是他的密友也未曾听得他的一句怨言。他对此作过的唯一评论就是‘那位老人家是自作自受。但他倒是教会了我，要想长享尊崇，就得提携扶持自己的同僚。’他现在正是做着他所说的。
到了1953－54年樂季，卡拉扬与柏林爱乐合作日益频繁，他们不但录制了贝多芬的《英雄》交响曲，还共同出席节日周音乐会（Festwochenkonzert）。这些演出得到了当时乐评家的热烈赞赏。例如乐评人维尔纳·奥尔曼（Werner Oehlmann）写道：
正是在这些未被传统硬化的作品中，可看出卡拉扬的指挥风格：巨细无遗，而又原创十足，都能从这神秘清晰的音画中被体现出来。爱乐乐团在神奇的带领下，进入了全新的艺术风格之中。
经过这短期的磨合，卡拉扬的继任只是时间问题。1954年11月30日福特萬格勒逝世，正是柏林爱乐美国之行的前夕。当时卡拉扬正在罗马一所酒店里，他的秘书给他递上一封来自维也纳发出的匿名电报，上书“老王駕崩，新主萬歲”（法语：Le roi est mort, vive le roi）。第二天，柏林爱乐乐团经理格哈德·冯·韦斯特曼就立刻打电话给卡拉扬，请后者出任乐团首席指挥一职。韦斯特曼打这个电话可能有多方面的原因，其中之一就是在纽约负责乐团访美事务的有关方面致电他道：除非卡拉扬指挥，否则乐队的旅美之行，免谈。
至于卡拉扬方面，这支乐团正是他日思夜想要拥有的。他曾说：
我一定要得到这支乐团，因为他的素质让我着迷，而且我也知道，和这支乐团一起我将能有什么样成就。我要一份终身合同，理由只有一个：我要在这支乐团身上花很多时间，以求他能与我最终同心同德。我不能让一个新来的议员说着说着就结束我俩的合作关系。我必须承认，这支乐团通过几十年的成长，正是成长为我梦寐以求的样子。
不过当时他还有斯卡拉的合约在身。为此卡拉扬与他的朋友兼老板安東尼奧·吉永高利（Antonio Ghiringhelli）进行了一次面谈，后者很清楚柏林爱乐的职位对卡拉扬的意义，很爽快地同意了卡拉扬的跳槽。
另一方面，柏林爱乐乐团的成员也投票通过了对卡拉扬的任命，意味着卡拉扬将带领乐团旅美。不过卡拉扬在这时提出了一个条件，就是任命文书要在出发之前面交到他的手上并且其任命要得到官方确认。韦斯特曼的后继人沃尔夫冈·斯特斯曼回忆道：
哪有什么任命文书？柏林爱乐乐团是柏林的一个机构，归柏林政府管理。因此卡拉扬的任命需要由负责该方面事务的议员提布提乌斯连同另外两位议员一同向政府递交，并得到后者通过才行，这都是数以周计的。这并非是有人作祟，而是柏林政府的官僚作风效率不高，再快也只能是“很快的柔板”（Molto adagio）。卡拉扬天生就信不得人，总是在我面前，还有一次是在好心的提布提乌斯议员和我面前表示，怀疑政府在使缓兵之计，要看他旅美是否成功再作决定。危机终于出现。卡拉扬到了恩斯特·莱特（Ernst Reuter）那边，并威胁到要拒绝北美之行。最后双方达成了一项让卡拉扬点头的协议，合约签字要在北美巡回之后，不过在出发前的记者招待会上，提布提乌斯会当众向卡拉扬问道，他是否愿意继福特萬格勒之任。卡拉扬“万般乐意”地接受了任命，然后与爱乐乐团踏上美国之途。其实卡拉扬的合约是在1956年4月才生效的！合约在24日经提布提乌斯，25日卡拉扬和26日财政议员哈斯签字。。
1955年初，这对新组合踏上了前往新大陆的航班。该次出行赞助人就是西德总理阿登纳。不过就在乐团和卡拉扬到达纽约肯尼迪国际机场的前一周，一阵反对的浪潮差一点就扼杀了这一次巡美演出。美国音乐家联盟和“地方802”（Local 802）在2月20日《纽约时报》头版刊登了一篇文章，題曰〈音乐家反对纳粹带领的柏林乐团在此举行的音乐会〉。其实从2月8日到27日乐团正式在华盛顿拉开访美帷幕这段时间内，纽约时报几乎天天报道反对卡拉扬战时纳粹身份的抗议声音。韦斯特曼在“地方802”文章刊出后一天声明，自己与卡拉扬虽然的确加入过纳粹党，但只是纯粹地为了在当时能继续工作下去。虽然这声明更多的是煽动了反对派的气焰。不过这些反对最终还是未能成功，原因很简单，因为这次巡回是由西德政府出资的。
2月25日乐团抵达美国，一切平静。卡拉扬对此一切只是做了一简短的声明：“我不谈政治，我只是作为一位音乐家来到这里。”卡拉扬与柏林爱乐在接下来的6个星期以其声音打动了美国听众和乐评界。他们分别在华盛顿，纽约卡内基大厅，辛辛那堤和巴爾的摩等城市演出。乐评总体来说是正面的。而抗议的声音则在纽约演出之时到达高潮，卡内基门外有人抗议，还有人放飞带有反对标语的鸽子。但即使这样，演出的进行也没有受到影响。
这次美国之行，是一次真真正正的试用期。卡拉扬要向三方面交答卷：一是观众和乐评人，二是柏林爱乐乐团，三是西德政府。不但是艺术方面，卡拉扬还必须在道德和政治方面要表现成熟（例如在美国时言行是否得体，是否会被反对声音打压下去），才能显示自己可胜任柏林爱乐首席一职。卡拉扬不负众望，早在3月5日卡拉扬一行还在匹兹堡逗留时，就已传出乐团大部分成员投票赞成卡拉扬成为他们第4任常任指挥的消息。而等到他和乐团返德之后几天，其任命被柏林政府确认。卡拉扬再一次被问道，他是否愿意继承福特萬格勒衣钵，带领柏林爱乐乐团。他回答道：“万分欢喜地接受。”于是，柏林爱乐的权杖历经汉斯·冯·彪罗，尼基什和福特萬格勒，终于传到卡拉扬手上。

#### 欧洲音乐总指导
1956年到1971年，卡拉扬在欧洲炙手可热。他先是出任了萨尔茨堡音乐节艺术指导，历时四年。在1957年，除了率领柏林爱乐乐团首次访问日本之外，他还接受聘任成为维也纳国家歌剧院艺术指导，以一改这座历史悠久的歌剧院颓落之势。在他身上的职称还有：1967年成为柏林爱乐乐团终身指挥，维也纳歌唱协会终身指导，米兰斯卡拉歌剧院首席指挥之一，1969到1971年继去世的查理·明希担任巴黎管弦乐团音乐顾问。
卡拉扬在1958年第三次成婚，对象是一位法国女士——爱利特·毛瑞特。爱利特曾经当过时装模特，后来成为一位画家。她有着极强的社交能力，虽然她声称自己不懂音乐，但是她无疑在丈夫身边扮演着极重要的统筹角色。她与卡拉扬出色的私人秘书安德雷·冯·马通尼（André von Mattoni）一道负责了卡拉扬许多音乐以外的事务，让卡拉扬可以更专心地投入到自己的指挥事业里。夫妻两人分别育有两女：1960年6月25日出生的伊莎贝拉和1964年1月2日出生的阿拉贝尔。维也纳爱乐乐团和柏林爱乐乐团则分别是她们的监护人。而她们的保姆，正是卡拉扬的首任太太艾米·霍格罗夫。
1959年，卡拉扬除了和维也纳爱乐在59年秋季巡回印度，菲律宾，香港和美國等地演出外，还再次为DG公司录音，和柏林爱乐乐团制作出自己第一张立体声唱片，理查德·施特劳斯的《英雄的生涯》，这同时也标志着柏林爱乐，卡拉扬和DG唱片公司铁三角长时间的合作的开始。当时的卡拉扬虽然与EMI有录音合约在身，但是柏林爱乐却与DG公司签下过合同。因此合约需要进行修改，使得这对组合能同时为两家品牌录音。在EMI旗下，卡拉扬的录音活动后来一直持续到1984年，并录制了不少歌剧，另外还有一些不曾为DG录制过的作品，例如舒伯特的交响曲全集。
有了柏林爱乐和大唱片公司作后盾，卡拉扬就开始有计划大规模地录制古典音乐世界里的管弦乐作品。不过，1959到61这三年间，他只是很谨慎地录制了一些管弦乐炫技曲目，例如布拉姆斯的匈牙利舞曲，安东尼·德沃夏克斯拉夫舞曲中的几首，还有德里布和肖邦的一些舞曲等等，不过这些录音一朝制成，即成经典。到了61年末，卡拉扬终于开始有大行动，为DG公司录制乐圣贝多芬的全套交响曲，并在62年完成，即俗称的“红卡”。时至今天，纵然市场上有着难以胜数的贝多芬交响曲全套，但是这套录音依然光彩夺目，饱受赞赏。
以同样的精心准备，卡拉扬和乐团在63年、64年还录制了勃拉姆斯的交响曲全集，以及巴赫的《勃兰登堡协奏曲》。而柏林爱乐乐团终于在1963年10月15日迎来了自己的家——柏林愛樂廳。这座大厅是应卡拉扬的技术标准而建成的。一如瓦格纳为拜鲁伊特节庆剧院在开幕之际所做的一样，卡拉扬指挥乐团演奏了贝多芬第9號交響曲，以示喜庆。
维也纳国家歌剧院
卡拉扬对上一次在维也纳国家歌剧院指挥是1937年的事，当时他已经领略过歌剧院的一些恶习。到了他再次在50年代中接手这所歌剧院时，这座歌剧殿堂正陷入其历史的最低谷：纪律可有可无，剧目沉闷，指挥低档，演唱低劣。
卡拉扬认为，歌剧院之所以衰落，是因为其奉行的歌剧院演出季制度（stagione system）所致。签约的歌手，不管他是德国人，法国人还是意大利人，要出演这整一季的所有剧目。相比之下，很多歌剧院已实行了新的制度，歌手可以自由往来各歌剧院，唱自己最熟悉的角色，演出品質当然有所保证，加之当时唱片工业已经崛起，立体声唱片的黎明已显，维也纳国家歌剧院受到的冲击可想而知。
所以卡拉扬在开始指挥他任内第一部歌剧之前，先花了数以月计的时间整治歌剧院。他做出的改革颇具争议。首先他凭借自己的影响力，连接了米兰斯卡拉歌剧院与维也纳国家歌剧院。这样不但歌手可以往来交换，而且歌剧的制作也可以搬来搬去。另外，他还将萨尔茨堡音乐节的制作转到维也纳露面。他认为这样做可以节省成本。还有他致力于让一些优秀的指挥家与剧院签短期合约，摒弃二流的乐队长。整顿完之后，卡拉扬终于让维也纳观众领略了两场演出，瓦格纳的《女武神》和意大利风味的《奥赛罗》。后者题头角色奥赛罗由有着“黄金小号”之称的马里奥·德·摩纳哥演唱，女主角则是意大利美声唱法的代表人物苔巴尔蒂。原班人马还为DECCA公司录下录音。接下来，他陆续将《指环》余部，《帕西法尔》，《费德里奥》，《没有影子的女人》和《佩丽阿斯与梅利桑德》搬上舞台。这些制作获得了极大的成功，卡拉扬的指挥从没受到质疑，而且他各方面的准备细致认真，得到很多评论员的认可，歌剧院再一次获得国际声誉。
但是，卡拉扬只是作为一位指挥家获得了成功，而作为“艺术指导”，他则是失败的。首先卡拉扬身上任命繁多，长时间不在维也纳。当他不在维也纳的时候，歌剧院演出水准骤降。在招揽指挥方面，他也没有多大的建树，不过这也可能与歌剧院提供的排练时间不足有关。
1961年秋，歌剧院技术组罢工，卡拉扬以辞职支持。政府做出让步，不过要求为他加添一名共同指导，以求歌剧院管理的稳定。第一位共同指导是当时斯图加特国立剧院的老板华尔特·施夫。不过，状况并没改善，卡拉扬继续是长期离守，施夫在斯图加特脱不得身。歌剧院原来只有一位长期缺席的指导，现在则有了一对。到了后来，施夫决定在63－64年度留守斯图加特，这样只得找上另外一人。新的指导名叫艾宫·希尔伯特。
希尔伯特和卡拉扬可谓相冲相克，两个人从一开始就摩擦不断。他们先是因为制作《波希米亚人》过程中的一些细节闹矛盾。再是在人事方面的问题，卡拉扬的演出排期还有变动等事宜，希尔伯特都有过单方面行动，引来卡拉扬严重的不满。
卡拉扬无力一口气应付来自政府、共同指导和自身职责多方面的压力，他决定在1964年辞职。同时，他也结束了与DECCA公司的合同。除了上述的《奥赛罗》之外，这家以强烈的录音动态效果著称的公司，还为卡拉扬和维也纳爱乐乐团录制了《阿依达》、《蝙蝠》和《托斯卡》，一系列海顿、莫扎特和贝多芬的交响曲，以及理查德·施特劳斯的音诗等作品。不过话虽如此，卡拉扬在紧接着的1965年，就为DECCA录制了萨尔茨堡音乐节上的剧目《鲍里斯·戈东诺夫》。两者还在73和74年再次碰头，与帕瓦罗蒂以及弗雷尼录制了《波希米亚人》和《蝴蝶夫人》，和一版《费加罗的婚礼》。
自己的乐团，自己的音乐节
虽然卡拉扬在1955年就了接掌柏林爱乐乐团，但其实那时候的他是没有多少时间与這支乐团合作的。他到处任职，参加各地音乐节，和维也纳爱乐乐团世界巡回。他的合同上白纸黑字写明，一年里面七个月要出现在维也纳，另外两个月则在萨尔茨堡。处处为家的卡拉扬，当时在柏林却无一处固定住所，每每只是在酒店为他预留的套间里过夜。就连秘书马通尼也说，当时柏林只是卡拉扬的“休养地”。
自维也纳离任之后，卡拉扬才真正回头关注这一支他“梦寐以求”的乐队。他投入更多的时间与乐队排练演出，精益求精：“永远只要最好，没有妥协！”一系列的优秀录音，例如西贝柳斯的后4首交响曲（1964年到67年），理查德·施特劳斯的《唐·吉诃德》（1965年，与大提琴家皮耶·傅尼葉合作），穆索尔斯基的《展覽會之畫》（1966年），海顿的《创世纪》和贝多芬的《里奥诺拉》系列序曲，就是出自这一时期。
除了录音外，卡拉扬也开始涉足影视业。 1965年，他开始在Unitel公司制作歌剧和音乐会录影，他的第一部歌剧电影是和法蘭高·齊費里尼合作的《波希米亚人》。后来和他合作的导演还有法国导演亨利-乔治·克卢佐、德国导演胡戈·尼贝林。但有时候他也会自己包揽导演一职。卡拉扬在这些影片中追求高品质效果，Unitel为之使用了35毫米胶卷，彩色录影（当时还鲜见有彩色电视机）还有立体声录音。在录制歌剧电影时，卡拉扬首先录制音乐，然后要歌剧演员穿上服装，在布景前假唱。这些制作以舞台制作为基础，但其实是在工作里拍摄而成的。卡拉扬认为，这种做法可以保证演员在音乐上和视觉效果方面有更好表现。
另外，虽然在维也纳的经历不尽愉快，但卡拉扬无法抗拒来自奥地利另一城市—他自己的故乡萨尔茨堡的诱惑，因为萨尔茨堡音乐节给他开出了极为优厚的工作条件。继1956年的四年合同后，卡拉扬1964年8月，更被接纳为萨尔茨堡音乐节理事会成员。在剧目方面，卡拉扬打破了莫扎特歌剧一统天下的局面，将贝多芬，威尔第和理查德·施特劳斯的名作搬上萨尔茨堡舞台。硬件方面，卡拉扬促成了薩爾茨堡大节庆剧院的建设。
但是，萨尔茨堡和卡拉扬还是合不来。首先，他拒绝了奥地利政府转播萨尔茨堡音乐节的要求，认为拍摄会影响演出进行。而且卡拉扬自己能制作歌剧电影，更是觉得实况转播没有必要。另外，大节庆剧院纵然其各项硬件设施一流，但是对于以莫扎特歌剧为主的音乐节，显得太大，加上它耗资庞大，门票昂贵，非议不断。而且，卡拉扬的剧目越扩越大，引来音乐节高层的不满，认为长此以往，莫扎特就无处立足，萨尔茨堡将沦为一般剧院。而卡拉扬方面，他想在设备条件优越的萨尔茨堡上演《指环》，但是这无疑会与同在暑期举行的德国拜鲁伊特音乐节迎头相撞，歌手们难以在两地同时登台。
为了满足自己艺术上的追求，卡拉扬在1967年创办了萨尔茨堡复活节音乐节。音乐节在当年3月19日开幕，节目为瓦格纳的《女武神》。这是卡拉扬的音乐节，无论歌剧还是音乐会，负责指挥的只有他一人，乐队则一定是柏林爱乐。此外卡拉扬还会负责灯光和导演等职。这个音乐节的另一个特色，就是他们会在登台演出数月之前制作录音。录音主要用作排练，但是也会在音乐节期间向订购者签名发售。音乐节为期9天8晚，地点就是大节庆剧院。其票价惊人，歌剧票60美元，音乐会30美元。这在60，70年代音乐节创办初期是非常高的。但是即使这样的票价，一方面没能阻挡音乐爱好者的热情（预定需要最少提前一年），另一方面却填补不了节庆的成本。
高昂的制作成本，令卡拉扬不得不另想办法。他又用到了以前在维也纳的那一招，想到让复活节音乐节跟世界上有名歌剧院共同制作歌剧。当时只有美国纽约大都會歌劇院愿意并且能够接受卡拉扬的众多条件。于是，1967年秋，卡拉扬将《女武神》搬上纽约舞台，但是演出的乐团并非柏林爱乐，而是大都会歌剧院乐团。可惜，卡拉扬的办法未能成为长远之计。大都会歌剧院的听众只享受过《指环》中的两部——《女武神》和《莱茵的黄金》，就无缘再续了。1969年大都会歌剧院接受了一连串罢工的打击，解雇了很多员工，无力再将《齐格弗里德》搬上舞台。虽然双方一度努力弥补，但是卡拉扬大都会的联谊却只能就此结束。
值得一提的是，67—70这四年在萨尔茨堡复活节音乐节上制作的《指环》，则同时为DG公司所录制（录音人员与演出的相比有少许变动）。这套《指环》被认为是卡拉扬以室内乐的手法诠释的瓦格纳。其歌手阵容华丽，堪称媲美乔治·索尔蒂早先录制的版本。
卡拉扬在萨尔茨堡的这些行动，无疑提升了该城的知名度。为了表彰卡拉扬所作的贡献，萨尔茨堡在68年给了卡拉扬多项名誉，首先是3月4日授之与萨尔茨堡州指环，4月4日，授予他萨尔茨堡名誉市民称号，8月14日，卡拉扬更是成为萨尔茨堡大学荣誉理事。同时赫伯特·冯·卡拉扬基金也在该年成立。这个基金起码有三方面作用，首先是用于促进音乐在心理治疗等方面的科学研究，例如1969年在萨尔茨堡大学心理学院成立的“赫伯特·冯·卡拉扬基金”实验音乐心理学学院，就是该基金的产物。另外，一个指挥比赛也得以成立，以提携指挥新秀，例如首届比赛获奖者——芬兰指挥家奥科·卡穆就是一个例子。第三，基金也用于建设柏林爱乐乐队学院，为音乐院校优秀的毕业生提供深造的机会。
1968－69年，卡拉扬和俄罗斯艺术家合作。一方面他与大提琴泰斗罗斯特罗波维奇两次合作，先是携柏林爱乐在柏林耶稣基督教堂为DG录制了德沃夏克的大提琴协奏曲和柴科夫斯基的《洛可可主题变奏曲》，之後两人再攜手大卫·奥伊斯特拉赫和里赫特两巨头，为EMI录制了贝多芬的三重协奏曲。前者获得了《企鹅激光唱片指南》三星带花推荐，后者则获得了三星，另外两张唱片都在Amazon.com上获得了4.5星的高评价。
另一方面在该年春季，他与柏林爱乐做了一次欧洲之行。在莫斯科一站，卡拉扬在肖斯塔科维奇的面前指挥了其第10號交響曲。这首交响曲是卡拉扬曲谱内唯一一首肖氏作品。音乐会当天晚上，年轻的指挥家马里斯·扬松斯也在场，他后来回忆到：
|  | 乐队作了百分之二百的表现，真是一次难以想象的盛事。 |

#### 70年代
进入70年代，卡拉扬一方面继续完成他的录音大计，例如门德尔松和舒曼的交响曲全集，马勒的交响曲他则录了第4、第5、第6和第9号，而布鲁克纳交响曲全集和瓦格纳的10套拜鲁伊特乐剧，则要等到80年代方才完成。另一方面，他则重录了一些经典曲目，例如他个人的贝多芬和勃拉姆斯的交响曲第三版，巴赫的B小调弥撒曲和《马太受难曲》等。
70年代的卡拉扬歌剧，主要是威尔弟和瓦格纳两人的作品。他和加拿大男高音琼·维克斯联手，录制了《费德里奥》、《特里斯坦》、《奧泰羅》等。最后一者，与前面60年代版相比，这一版的演员更佳，特别是两位主角维克斯和弗蕾妮，音乐色彩也更丰富，更具表情。例如杂志《纽约》的评论员阿兰·里奇（Alan Rich）写到：“无与伦比的”，“本年度最佳歌剧录音”。。而「三大男高音」也在70年代与卡拉扬展开过合作。帕瓦罗蒂与卡拉扬的合作可追溯回到60年代，两人曾共同演出过威尔第的《安魂曲》，而在73和74年，两人和弗蕾妮录制了《蝴蝶夫人》和《波希米亚人》。随着卡拉扬1978年再次回到维也纳国家歌剧院指挥，当时已崭露头角的多明戈担任了他制作的《游吟诗人》的主角。三人中最年轻的卡雷拉斯，则和卡拉扬录制了威尔弟的两部歌剧《阿依达》和《唐·卡洛斯》（意大利四幕版）。
到了1973年，卡拉扬又创立了萨尔茨堡圣灵降临节音乐会。11月24日，为了表彰卡拉扬对柏林市的贡献，柏林授予了他柏林荣誉市民的称号。而到了1977年至79年間，卡拉扬更是多项荣誉加身，首先是在慕尼黑获恩斯特·冯·西门子音乐奖，继而在下两年分别获得慕尼黑大学荣誉博士，萨尔茨堡大学哲学博士，牛津大学音乐博士（和迪特里希·菲舍尔-迪斯考一起），还有东京早稻田大学博士称号。
77年圣灵降临节间一天下午，卡拉扬正与柏林爱乐乐团排练完毕理查德·施特劳斯的《英雄生涯》。这时一位穿着牛仔裤的小女孩走了进来，卡拉扬从排练的高凳上下来，乐队也将乐谱换成了莫扎特的小提琴协奏曲，并将剩下的时光用作欢愉的演练之用。这个小女孩叫作安娜·苏菲·穆特，此时的她，正开始踏入其后成功的小提琴生涯。他们两人首次在1976年琉森音乐节上见面，当时穆特才13岁。她格外得到卡拉扬的赏识。首先陪同他到牛津进行了答谢音乐会的演出。在卡拉扬79年第二次录制贝多芬三重协奏曲之时，她与马友友、马克·泽尔策一同负责了独奏部分。从此之后，一直到80年代卡拉扬逝世，她便一直作为卡拉扬的小提琴搭档出现，并在卡拉扬的指挥伴奏下，录制了三大小提琴协奏曲和柴可夫斯基的小提琴协奏曲。
1978年，卡拉扬在圣灵降临节音乐会过后，带领柏林爱乐乐团造访当时民主德国城市莱比锡和德累斯顿，受到“前所未有的欢迎”。1979年10月（一說為11月），卡拉扬率柏林爱乐访问中国北京，演出莫扎特第39號交響曲、勃拉姆斯第1號交響曲，以及德沃夏克的第8號交響曲等。随行的记者夏洛蒂·科尔（Charlotte Kerr）为《南德意志报》写到：
|  | 首场音乐会，莫扎特第39號和勃拉姆斯第1號（交響曲），应该在19点30分开始。蓝领绿领慢慢塞满大堂。绿领是军方派来的人。蓝领则是刚下班的人，或是步行过来，或是骑车过来，疲累而又满身尘土。 其中一些已经赶了两天的路；如果不能从企业那里拿到票，就得排上个把小时长的队去买。最贵的票1元。工人的月薪50元，中学教师的则低一点，我们的女口译则有60元一个月。两个月的月薪可以养活4个人。开场前的5分钟，部长仍没到场。贵宾席上摆着一张长长的桌子，铺着雪白的亚麻台布。桌子上有茶杯，桌前则有一个水蓝色花痰罐。广播中不停响着一个女声：“请在音乐会期间保持安静，不要随处走动，不要互相谈话。”19点40分卡拉扬奏起莫扎特的降E大调交响曲，然后没有休息直接继续勃拉姆斯的交响曲。为了不让木地板被大提琴和低音大提琴的金属尖划伤，中国人在这用上了本应在机场迎接的时候铺的红地毯。音乐听起来好像从一个大罐放出来似的。可是这5,700人的会堂就是安静。一些运气好的人带上了磁带录音机，用两个麦克风录起音来。一位蓝领在勃拉姆斯第二乐章时要离开，但被女工作人员阻止了。那位中国人闹起来。另一个坐在旁一排的中国人站起来，给了他的头一下。然后坐回去了。被来了一下的中国人坚持要走，最后还是如愿。中国人是个人主义者。最后一场音乐会的节目是贝多芬的第四和第七交响曲。中国的电视现场直播。40位中国乐手接替了40位爱乐乐团成员。在文革四人帮时期，贝多芬在中国被看作是资产阶级修正主义的化身，其作品是被禁止的。音乐会无疑成了一次表白宣明，在政治灵感的火焰中，贝多芬放射着光芒。 |

回程途中，科尔问卡拉扬，这一行是否值得。卡拉扬答道：“当然值啦！那里的民众第一次真正听了音乐会。这两个民族之间的接触是很少见的。”卡拉扬其实本来还打算在紫禁城上演普契尼的歌剧图兰多特，但是没能如愿。这一直要等到后来祖宾·梅塔才付诸于实现。
70年代中，卡拉扬的健康出现问题。1975年，卡拉扬背部剧痛。到了该年的圣诞节，他的情况更加恶化，被送到苏黎世接受手术。这才发现，卡拉扬的椎间盘突出并压迫脊髓，非常有可能因此而截瘫。在名医马伊德·萨米（Madjid Samii）施予长达5个小时的手术后，卡拉扬逃过一劫。不过，卡拉扬似乎对该手术非常感兴趣，他不但尝试了解手术的方法，事后他还观看了手术的录像。三年后，卡拉扬在去排练的路上中風，并影响了日后其右手活动。

#### 80年代
早在70年代末，唱片工业就已经进入CD时代。1978年9月，卡拉扬的一场音乐会就已使用该技术被秘密录制。事后卡拉扬被Sony邀请去评估该唱片的品質。卡拉扬又一次站到了唱片工业的前沿，他被该技术所吸引，并戏称CD以前的时代是“煤气灯时代”。很快在1980年，他就推出了自己的首款数字CD歌剧录音——《魔笛》，这也是他本人首次录音时选择的作品。1981年4月15日，他成为CD数位音訊系统的国际主席。其数码录音从此陆续出炉：《卡门》，和被誉为“卡拉扬65年磨一剑”的最后《玫瑰骑士》。另外，他的马勒第9號交響曲和瓦格纳的《帕西法尔》还旋即获得了英国留声机奖。
有了CD这种音频新载体，卡拉扬于是又开始了新一轮经典曲目重录，包括第四次贝多芬的交响曲全集，勃拉姆斯的交响曲全集和理查德·施特劳斯的作品等。除此之外，他还在1982年成立了公司，旨在记录他自己的演出。这一系列的录影的音频部分，遂以“卡拉扬金版”（Karajan Gold）的形式放出。其录影无一不是精心准备的杰作，效果大别于一般的音乐会转播视频。卡拉扬在其中采用了多种专业的摄影手法，例如对乐器进行近距离特写，淡入淡出，多角度拍摄等，增加了观赏性。
危机潜伏
自卡拉扬真正将视线转回到柏林爱乐身上后，这对组合便以其多产和艺术方面的高品质成为乐坛佳话。1955年接掌柏林爱乐后，卡拉扬便减少了世界性的活动，例如在1960年4月2日结束了与爱乐乐团的合作。在维也纳受挫以及巴黎管弦乐团更改合约两次事件之后，卡拉扬更是下定决心，日后一心一意与柏林爱乐合作。在乔治·塞尔去世后，卡拉扬又推辞了克利夫兰管弦乐团的接任邀请。
而柏林爱乐在任命卡拉扬成为自己首席指挥之后，虽然与伯姆、约胡姆和朱利尼等客席指挥有过不少合作，但是最主要的还是与卡拉扬在一起，成为名副其实的“卡拉扬的乐团”。卡拉扬与乐团录制下的大量唱片，巡回演出等，极大地提升了乐团的知名度，使之成为世界首屈一指的音乐团体，同时也为乐团成员带来了大量财富与名誉。乐团成员组合成为多个室内乐团，管乐合奏团，演出時都不忘带上柏林爱乐的衔头。而卡拉扬也并未对此有多大微词。但又正是柏林爱乐的这种自主性，成为80年代，乐队抗拒卡拉扬绝对权威的支柱。
危机爆发
早在1963年，柏林爱乐和卡拉扬曾经在聘任一位瑞典圆号手的问题上有过出入。纵使当时卡拉扬也是用过威吓的手段，不过最后做出妥协的还是他。不过到了1981年，他却对萨宾娜·迈耶的聘任问题态度强硬，最终导致乐团指挥之间冲突爆发。
曾经在巴伐利亚广播交响乐团供职的萨宾娜，时年23岁，参加了柏林爱乐的单簧管试奏，意欲担任乐团的独奏单簧管一职。她在所有候选人里面无疑是最出色的一位。她随着乐团巡回萨尔茨堡、瑞士琉森还有美国。其后一年，卡拉扬意欲聘任萨宾娜，并且想用自己的影响力将萨宾娜为期一年的试用期免去。不过这时乐队却提出了异议，认为萨宾娜瘦削光亮的音色与乐队的单簧管组浑厚低沉的音色不配。不过外界也有意见认为，柏林爱乐的“大男人主义”作祟，因“不愿意为女生再开辟一间厕所”而拒绝了萨宾娜。
面对这次拒绝，卡拉扬立刻故技重施，取消（卡拉扬胁迫时用语）了预定好的录音和巡回，还将下一年复活节音乐会的预约一笔勾销。另外，他还胁迫道，日后只按合約跟乐团办事，一年六场音乐会，不会再多。
乐队将卡拉扬的威胁看作是公然冒犯。加上录音与复活节音乐节并不属于柏林爱乐的公职，而这两项活动无疑是乐团成员的主要收入来源，所以卡拉扬取消的无疑是乐团的财源，估计在百万马克左右。但是卡拉扬在此低估了乐团。次年初，乐团正式明确了自己的决定，萨宾娜将要服一年的试用期。不过萨宾娜也无法在柏林爱乐工作下去：“关键是，我意识到，我在乐团的留任将会在乐团和其艺术指导间引起不可预测的冲突。”所以一到试用期结束，她推却了卡拉扬的多番挽留而自愿离去。值得一提的是，萨宾娜·迈耶现今成为一位极其成功的单簧管独奏家。
冲突在不断升级。乐团经理和文化部长的努力也无补于事，事件向高层推进。当时柏林市市长埃伯哈德·迪普根在1984年圣灵降临节前往萨尔茨堡，其时正值卡拉扬在圣灵降临节音乐会将柏林爱乐遣走，并自掏腰包用维也纳爱乐取而代之。迪皮根得到卡拉扬保证留任首席一职的承诺。而老经理斯特斯曼也被再次请出山，以求缓和局面。
柏林爱乐也作出威胁，乐队将不再参加萨尔茨堡音乐节，不再和DG续约，而转投CBS的阵营，还有最致命的一击，将取消和卡拉扬新建的Telemondial的合约。没有了柏林爱乐，卡拉扬的贝多芬影音录制大计只得搁浅，因为卡拉扬找不到替代的乐团。卡拉扬在此威胁面前，只得再次做出让步，并在1984年8月24日致箴柏林爱乐，希望双方能再次走到一起，演奏巴赫的B小调弥撒曲，并且能在此后坐下来，心平气和地寻求解决办法。卡拉扬这封信成为了双方和解的契机，两者终于再次走到一起。
最后岁月
晚年的卡拉扬，虽然依然受到健康问题的困扰，却依然醉心于音乐录制事业。 1984年10月，他获得UNESCO的国际音乐奖。而到了1985年6月29日，卡拉扬更是有一次非常特别的演出机会，他受邀在梵蒂冈聖伯多祿大殿于教宗若望·保祿二世面前指挥维也纳爱乐，演奏莫扎特的《加冕大弥撒》。该演出还由Telemondial作了录影，并作了全世界转播。而1987年1月1日，卡拉扬第一次也是唯一的一次指挥维也纳新年音乐会，演出亦是世界直播。
1988年卡拉扬迎来自己的80大寿。DG公司以其妻爱利特的画作为封面，发行「卡拉扬100杰作系列」以示庆祝。此后，卡拉扬还作了对日本最后一次访问。1989年2月，卡拉扬与维也纳爱乐在纽约最后一次演出，演奏了施特劳斯的圆舞曲和布鲁克纳第8號交響曲。不过，此时卡拉扬的健康已明显恶化，这更加重了他和柏林爱乐以及当时柏林的政治人物之间的矛盾。“红绿联盟”（即德国的SPD和德国绿党）公开批评卡拉扬责任的不到位：缺席音乐家的应聘试奏，越来越少的巡回演出，整个月整个月不在柏林。而卡拉扬无法忍受这一系列批评，于是在1989年4月24日，他书面递交辞呈，推去了在柏林爱乐的职务，从而结束了这对传奇组合的长期合作。此后，他回到威尔第歌剧《假面舞会》的制作中去。录音已经完成，只待上演，但是卡拉扬的疼痛日益严重，即使是瑞士洛伊克巴德的硫浴也无济于事。在萨尔茨堡一次排练期间，卡拉扬抱怨其胸痛。一天后，即于1989年7月16日，卡拉扬在家中接见来访的老友日本索尼公司总裁大賀典雄，两人谈及飛機及音樂出版的事情。卡拉扬要来一杯水并喝下，说道感觉好了一点，然后就倒在一边。卡拉扬就此心脏病发逝世。他的葬礼简短从速，第二天卡拉扬便在阿尼夫的墓园下葬，只有亲朋好友知情，而且并无记者在场。

## 指挥风格

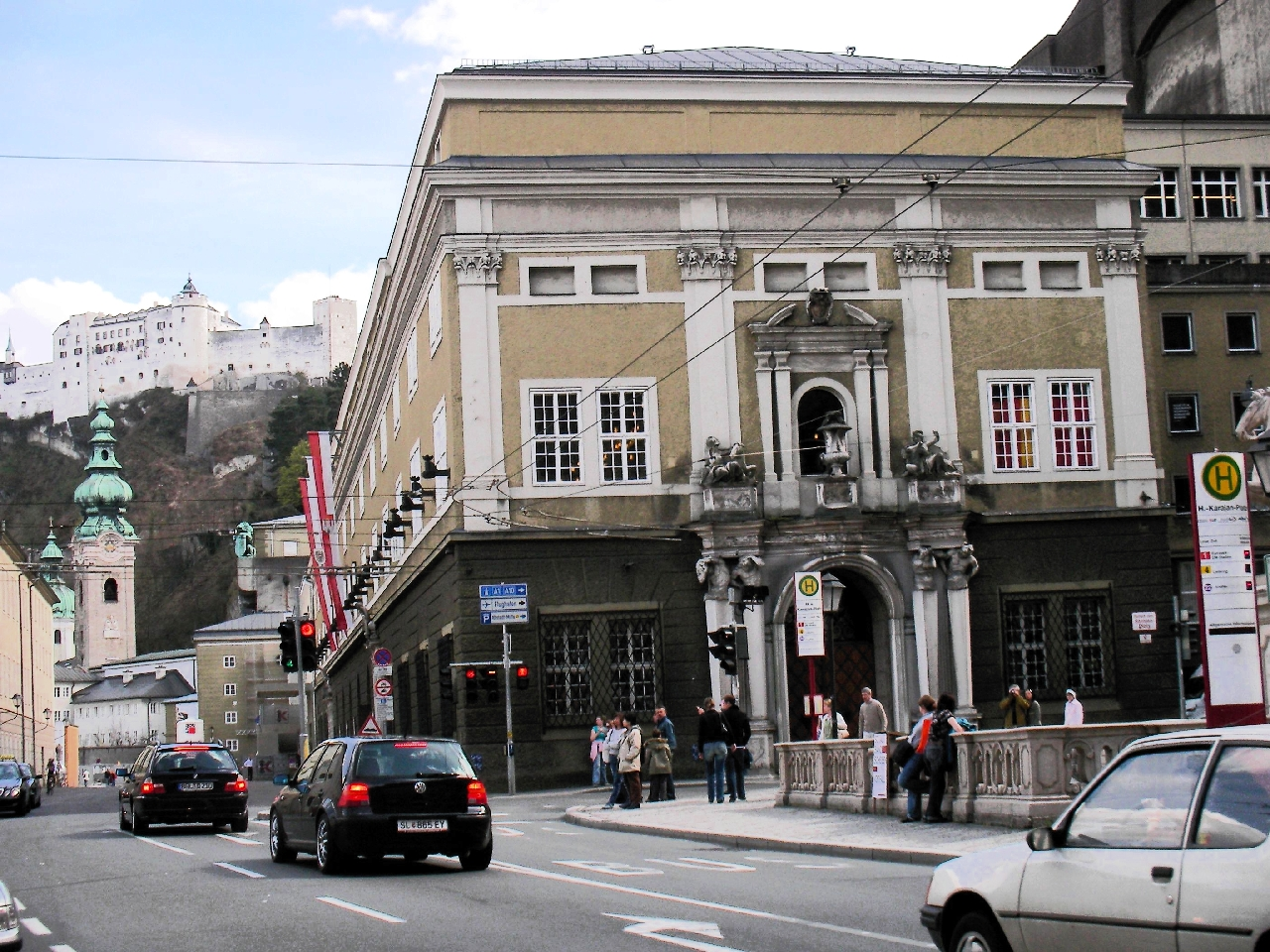
萨尔茨堡的赫伯特·冯·卡拉扬广场（Herbert-von-Karajan-Platz），緊鄰其後的就是萨尔茨堡重要的演出場所大节日剧院

卡拉扬并不作曲，一心从事指挥演奏事业。他的录音谱极广，基本涵盖了欧洲所有出名作曲家的作品，时间上则从巴洛克时期跨到20世纪，如：巴赫、维瓦尔第、海顿、莫扎特、贝多芬、布拉姆斯、门德尔松、舒曼、華格纳、布鲁克纳、马勒、理查德·施特劳斯、德布西、拉威尔、西贝柳斯、卡尔·尼尔森、肖斯塔柯维奇，还有勋伯格、贝尔格等人。而卡拉扬在台上的风度也颇为世人所熟知：背谱演出，动作流畅，幅度大而不剧烈（与伯恩斯坦形成对比）。另外，卡拉扬在录音室中制作的歌剧录音中，很少加入剧情中出现的音效。正如他自己提到的一样，他的演出结合了“托斯卡尼尼的精确和富特文格勒的幻想”。

### 德奥音乐
虽然卡拉扬涉猎广泛，但不能否认，他指挥的作品以德奥作曲家的创作为主。他录制过四次贝多芬，四次勃拉姆斯的交响曲全集，舒伯特、门德尔松、舒曼、布鲁克纳的全套交响曲，莫扎特、海顿的部分交响曲，瓦格纳全套拜鲁伊特剧目，另外还有施特劳斯的圆舞曲，理查德·施特劳斯的音诗和歌剧等等。另外，卡拉扬也有过受到现代派作曲家本人肯定的表现，例如汉斯·维尔纳·亨策。卡拉扬华丽光滑的处理手法，在德奥古典作品中得到很好的体现，弦乐绵密厚实，铜管靓丽粗壮。而他在《企鹅唱片指南》里面获得三星带花评价的作品，多为该体系的作品：理查德·施特劳斯的《死与净化》，歌剧《阿里阿德涅在纳克索斯》，莫扎特的《女人皆如此》，布鲁克纳的第8號交響曲，1987年维也纳新年音乐会等等。
卡拉扬60年代的贝多芬交响曲全集可以说是一套非常有名的唱片。虽然并非人人都认为它，或者是其中的几部是该曲集的首选，但是它一直被给与很高的评价，例如网上书店Amazon.com将它评为“Amazon必备录音”，David Hurwitz说道：
|  | 赫伯特·冯·卡拉扬为DG录制的第一套贝多芬交响曲全集（1963年）是他本人四套里面之首，这已是共识。柏林爱乐处于最佳状态，他们在艺术上还未曾崇尚那种柔和光滑的处理手法，该手法可在指挥家后来的版本中听到。卡拉扬一尘不染，情感冷峻的贝多芬对听众逐渐发展的听觉鉴赏力总会有些影响，不过该全集是最有可能满足它们的。 |

虽然卡拉扬对莫扎特、舒伯特交响曲的演绎并未获得听众的一致赞好，不过他的布鲁克纳和理查德·施特劳斯的录音却向来是有口皆碑的。例如在《美国录音指导》（American Record Guide）中评论员汤玛斯·古多尔写道：
|  | 卡拉扬（的理查德·施特劳斯）呈现的则是强韧性和戏剧性，在《英雄的生涯》中则有着强列的性欲表现。……没有人能够像卡拉扬那样有力地把握住战斗一景中的恐怖气氛，另外他在作品结尾处所呈现的壮丽豪华也是无人能及的。 |

而卡拉扬所录制的布鲁克纳交响曲也深得好评，例如《企鹅唱片指南》评价其为DG公司所制作的全集唱片中说道，此版被“奉为圭臬”。而其最后一版第8号交响曲则得到了如下评价：
|  | 最令人难忘的一个版本，其音响之华美，织体之丰富多彩令人赞叹，但决不会转移你的注意力：因为演出的美感与真实性是挽手通行的。……听这张唱片这是一种艺术的享受。 |

### 意大利歌剧
卡拉扬对意大利那种直率而又有生气的艺术特别感兴趣，特别是意大利歌剧中那种一往无阻的演唱风格，优美的旋律，使得卡拉扬终身不断地制作和录制威尔第和普契尼的歌剧名作。在一次和《紐約客》记者温托·萨吉安（Winthrop Sargeant）谈话中，卡拉扬提到了自己对意大利歌剧的看法：
|  | 以托斯卡为例，这就好像来一顿卫生，简单但又少见的汉堡包快餐换换口味一样。非常有益。里面有着最基本的情感和暴力。你能在托斯卡那倾泻大堆的能量—这正是它与谋杀挂上钩的原因，不过它的魅力在于，你看完过后不用被送去吊死。 |

纵观卡拉扬一生的指挥事业，意大利歌剧总是伴随着他。从开始时的乌尔姆，到后来的亚琛、伦敦、米兰、柏林、维也纳和萨尔茨堡，他都排演了威尔第、普契尼和唐尼采蒂的歌剧名作。虽然他只是排演了威尔第及普契尼有限的几部歌剧，但是他选择的作品无疑是两位作曲家最具代表性的力作，前者的《阿依达》、《奥赛罗》、《法斯塔夫》、《游吟诗人》、《茶花女》和《唐·卡洛斯》，还有最后的歌剧制作《假面舞会》，后者的《波希米亚人》、《蝴蝶夫人》、《图兰多特》和《托斯卡》。另外还有里昂卡瓦罗的《丑角》和马斯卡尼的《乡村骑士》。这些作品对人物性格的刻画深刻，情节充满张力。在音乐方面，卡拉扬喜欢加强轻弱对比以增加效果，例如《奥赛罗》最后一幕苔丝德蒙娜的祈祷，和后来奥赛罗与之的争执，被卡拉扬先柔后刚地处理，而类似的还有他棒下的《丑角》“杀妻”一景。

### 俄罗斯与民族乐派
卡拉扬是西贝柳斯音乐的积极推广者，他曾指挥过西贝柳斯除了第3号以外的六首交响曲和音诗。其中的4号“演奏水平之高，让人无话可说”。有一次作曲者西贝柳斯在听过卡拉扬录制的第4號、第7號交响曲和《塔皮奧拉》之后说到：
|  | 只有卡拉扬懂我的音乐。我们的老朋友比彻姆，他指挥录制的效果就不太一样，听起来总觉得他是先学了我的音乐，然后站在第一小提琴前指挥。 |

另外，卡拉扬也很喜欢录制挪威作曲家格里格和两位捷克作曲家德沃夏克以及斯美塔纳的作品。其中前者的《皮爾金組曲》被他录制过三次。德沃夏克的最后两首交响曲和斯拉夫舞曲和斯美塔纳的《伏尔塔瓦河》也是他喜欢演绎的炫技曲。而在俄罗斯音乐里面，卡拉扬花了很多心思在柴可夫斯基的音乐上面，将这位作曲家的全部交响曲（《曼弗雷德》除外）、三大芭蕾舞组曲、《1812序曲》、《意大利随想曲》、《罗密欧与朱丽叶幻想序曲》还有《斯拉夫进行曲》都录制过一遍以上。强力集团里面，穆索尔斯基和里姆斯基-科萨科夫的管弦乐作品也很得他的青睐。

## 評價與影響
卡拉扬热爱体育，经常滑雪、飙车、开船和飞机，还练瑜伽，而且他的记忆力惊人，一贯背谱演出。终其一生，他都与技术结缘，从录音录影到机械，甚至手术都会引起他的兴趣。而且他承认，自己的个人发展深受媒体技术发展的影响，并尽力在他的演出中使用最新的音频和影片技术。卡拉扬以其录音数量之多广，演绎之精彩在指挥界享有盛誉。西贝留斯曾致信华尔特·莱格说道卡拉扬是“一位大师”。受他细心栽培的穆特说道：
|  | 对于那些认识他（卡拉扬）的音乐家来说，他一直是未能超越的巅峰。他的音响有着超出时空的色质。他能够在一支乐队中打造出和谐统一，使之成为一件拥有广大音响和有着独特演绎方式的乐器。这样的传统一直延续着。他是一位完美的音乐家，还是一个出色的心理学家。当然我们每个人都追求着技术方面的完美，但是他的着眼点则首先是音乐的表达。 |

而英语界权威的音乐辞典《新格罗夫音乐与音乐家辞典》则写道：
|  | 在他生命的最后30年，没有别的指挥家在音响和织体上比他作出过更大的影响。 |

奥地利大戏剧顾问马塞尔·帕威和作家安娜玛丽·克莱纳特都在他们的书中写道，卡拉扬是一个孤独有隔阂的艺术家。卡拉扬圈子里的人并不会叫他赫比（Herbie），而是敬称他作“头儿”（der Chef）。但与卡拉扬在照片上的严肃冷峻相较，小泽征尔认为他很平易近人，每每让小泽以你我相称。小泽并用“很热心的”来形容他。而在排练时，以及在新歌手听唱时他也会表现出其幽默的一面。
卡拉扬认真对待排练，即使是乐队已经熟习的曲目，他也要求再认真演练。而这种“完美主义者”作风，也很受一些与他共事过的人士的赞扬，例如法国的剧院经理米雪·格罗兹（Michel Glotz），卡拉扬的左右手爱华德·马克尔（Ewald Markl）和卡拉扬的传记作者罗宾逊。例如格罗兹的描述则是对卡拉扬的幽默和完美主义的综合：
|  | 他（卡拉扬）在一些方面专制得和卡拉斯别无二样，整个暴君相：卡拉扬是一个极端完美主义者，他就是受不了那种被他称为“吊儿郎当”（德语：Schlamperei）的作风，那简直可以让他发疯。不过除了要求每个人做出最出色的表现外，他倒是很喜欢看到乐队能轻松下来，音乐家和歌手笑起来的。而且他通常是第一个搞起笑的人。 |

卡拉扬通过“卡拉扬基金”和“卡拉扬指挥比赛”的形式，带携、提拔了很多年轻音乐家，如安娜-苏菲·穆特、小泽征尔、钢琴家基辛、女高音雅诺维茨等等。这些音乐家日後都成为了音乐界的重要人物。卡拉扬喜欢教学，并自称能够在两分钟后得出结论，对方是否合适指挥这一职业。曾经师从过两位大师的小泽征尔（另一位是伦纳德·伯恩斯坦）回忆道，卡拉扬在听过他的演出后，经常一针见血地提出批评和建议，并总结道“伯恩斯坦指指这里说说那里。而卡拉扬则是位真正的老师。”

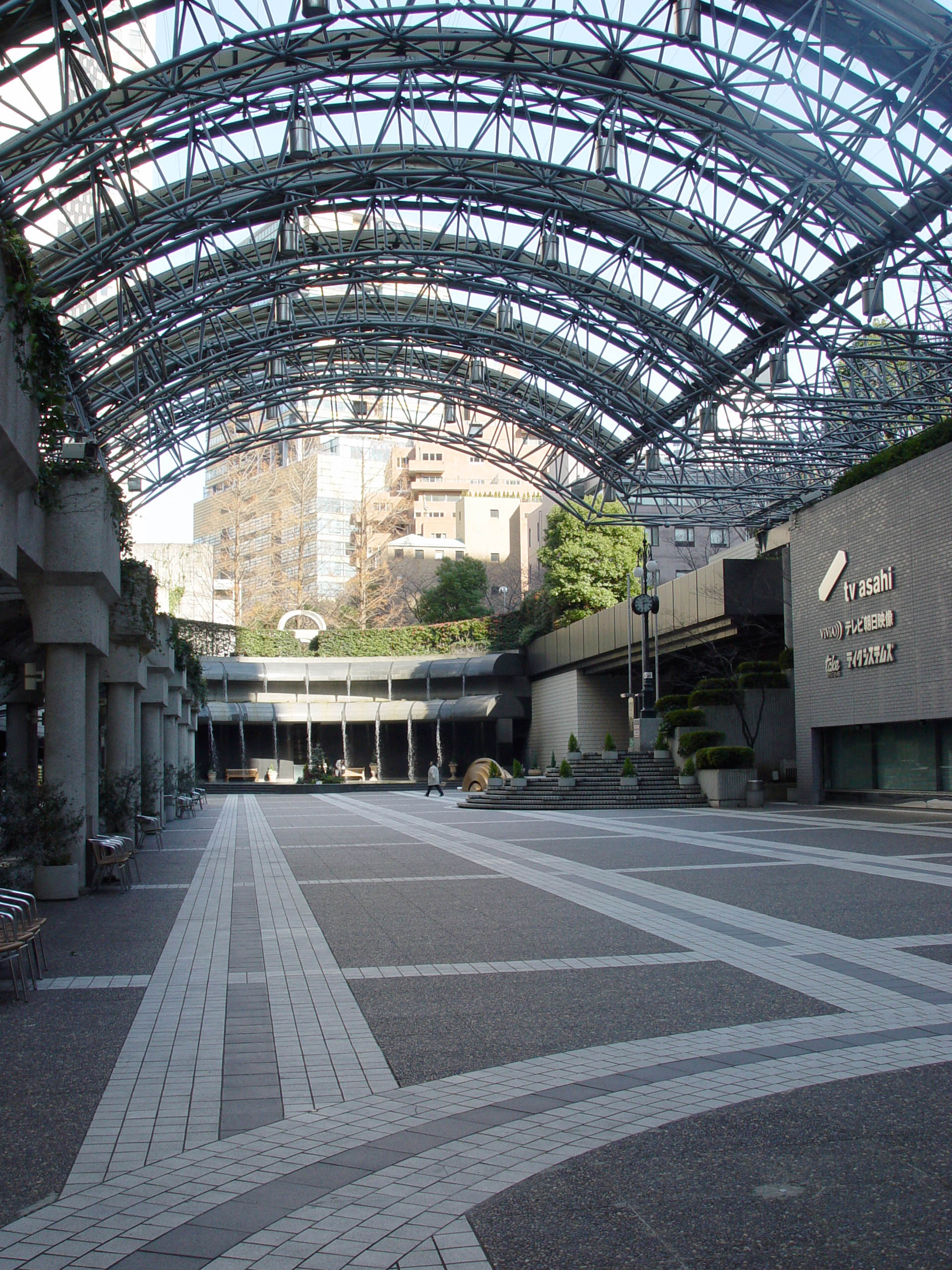
东京的卡拉扬艺术广场

对卡拉扬的批评大致分为三种，第一种是针对其过去纳粹党员的身份，第二种的目标则是他的个人生活，还有第三种意见是对他指挥风格的不满意，属于艺术方面的范畴。其中第一种已在上文中提到，这里包括那些在1955年柏林爱乐访美时参加抗议的人士，以及1967年反对提名卡拉扬到芝加哥交响乐团任职的犹太团体。这一类批评者的主要立足点是，卡拉扬的艺术观点与政治观点挂钩，不能分开来看。
第二类的意见，则是来自当年卡拉扬维也纳任职期间与之有过冲突的人士，以及后来80年代的柏林爱乐。这些人士一方面认为卡拉扬过于奢华，例如在由諾曼·莱布雷希特所著的《谁杀了古典音乐》（Who Killed Classical Music?）一书中，“老大卡拉扬赚得最多”写有语气极其强烈的评论。其中表示，卡拉扬的身后财产多达5亿马克，又指出卡拉扬在其职业生涯中拜金至上，安插亲信，破壞古典音乐界风气。而柏林爱乐乐队里的音乐家对他则有不同的看法。其中一些人认为，卡拉扬很会关怀体贴乐团成员，经常问及他们的爱好趣事。在一些乐友得了工伤病痛的时候，他则会为病者介绍好的医生，以帮助他们治疗。但另一些成员则不喜欢他的脾气，和在一些事务上表现出的专横，认为他以自我为中心。还有音乐家批评他在音乐诠释上的独断，例如斯特斯曼曾说过：“跟卡拉扬说音乐，就是可以，也是很难”。
第三类批评则比较复杂。首先是唱片评论家对卡拉扬演绎作品时做出的删减不满意，例如其60年代的贝多芬《田园》交响曲中的谐谑曲的重复部，70年代录音室版的《奥赛罗》部分细节被“遗憾地”删除了。另外则是针对卡拉扬对唱片所作的后期处理，例如他的天鹅之歌──最后一版布鲁克纳第7號交响曲的最强音“有一点人工的痕迹”，还有《唱片里的瓦格纳》一书的作者周士红指出，卡拉扬80年代录制的瓦格纳精选唱片中“有几处强弱变化是被音量钮操纵出来的”。
而针对卡拉扬音乐处理的风格所提出的批评，则属于比较主观的范畴。例如斯特拉文斯基就曾经比较负面的评论过卡拉扬所录制的《春之祭》。有时就是柏林爱乐乐团的音乐家，也未必认同他对贝多芬的解读。再如哥倫比亞大學教授保罗·亨利·朗，他对卡拉扬录制的贝多芬交响曲所提出的批评是非常典型的：
|  | 在（他的）英雄交响曲里，听者不能不问，为什么这位优秀的音乐家会如此频繁地忽略贝多芬最有特色而又最强有力的武器──加强（sforzando）的呢？在那些响亮的段落里面，这些标记根本就和普通的强（forte）没什么区别。而慢的感觉（田园交响曲中的第二乐章）是由于平淡无奇的响奏而产生的，乐句波澜不惊。第七号交响曲的慢板乐章演奏得不错，不过全凭滑奏（portamento）的表现，而且好像贝多芬的点比音符更重要似的。 |

另外《高保真》杂志的大卫·汉密尔顿则认为，卡拉扬在《费德里奥》的录音中压低重音，忽略总谱上强拍的提示。还有威廉·曼则更加认为，卡拉扬缩短休止，以求音乐的平滑过渡。不过，对这些音乐理念方面的差异是没有谁是谁非的。卡拉扬在对待总谱上的确有自己的一套，例如当他与乐队排练贝多芬第9号交响曲时，对于朗所说道的“点与音符”问题，发生过以下对话：
|  | 卡拉扬：错了，错了！准时上，准时上！一直到後面的特弱（pianissimo）。你们总是在之前来一个大休止，这是对原谱的误解。 乐队：嗯，但是那些点怎么办？ 卡拉扬：那是为了让音符听起来更好！并不决定音符的强度。這種见解是錯誤的。学校裏這麽讲的老师都是误人子弟！准时上！ |

### 卡拉揚學院
2005年，遺孀爱利特在薩爾茨堡成立了「愛利特與赫伯特·馮·卡拉揚學院」，對卡拉揚的藝術與音樂遺產做研究與保存工作。該機構與格拉茨音樂大學、莫扎特音乐大学，以及美國麻省理工学院、哈佛大学等校均有合作。目前學院的負責人為馬蒂亞斯·羅德（Matthias Röder）。

## 錄音節選
| 年份           | 作曲家          | 作品               | 唱片编号      | 备注                                                             |
| -------------- | --------------- | ------------------ | ------------- | ---------------------------------------------------------------- |
| 1947年         | 贝多芬          | 第9號交響曲        |               |                                                                  |
| 1951年         | 瓦格纳          | 纽伦堡的名歌手     |               |                                                                  |
| 1959年         | 理查德·施特劳斯 | 《英雄生涯》       |               | 他本人的第一个立体声录音                                         |
| 1963年         | 贝多芬          | 交响曲全集         |               | 貝多芬1960S                                                      |
| 1967年至1970年 | 瓦格纳          | 《尼伯龙根的指环》 |               | 錄製時序：《女武神》－《萊茵的黃金》－《齊格菲》－《請神的黃昏》 |
| 1973年         | 威尔第          | 奧泰羅             |               |                                                                  |
| 1984年         | 维瓦尔第        | 四季               | EMI 7 47043 2 |                                                                  |
| 1987年         | 施特劳斯家族    | 维也纳新年音乐会   | DG 419 616-2  |                                                                  |
| 1988年         | 布魯克納        | 第8号交响曲        | DG 427 611-2  | 囊括留聲機百大、日本三百、企鵝戴花的三冠王                       |
| 1988年         | 柴可夫斯基      | 第1號鋼琴協奏曲    |               | 與鋼琴家艾夫根尼·紀新                                            |
| 1989年         | 布鲁克纳        | 第7號交響曲        | DG 439 037-2  | 最後一份錄音                                                     |

## 個人生活及軼事
- 1967年11月23日，卡拉揚與第三任妻子愛利特在阿尼夫購入一幢占地6,000平方米的別墅，他們從1970年代以後一直居住在當地。不過直到1989年卡拉揚在阿尼夫逝世、下葬，人們對於他們的生活仍然所知甚少[128]。後來，房舍所在的街道被命名為「赫伯特·馮·卡拉揚街」，門牌號碼則在2001年1月從268號改為41號[128]。
- 托斯卡尼尼的魅力对卡拉扬来说是没法可挡的。每逢托氏来欧洲登台或是排练，卡拉扬只要能到，哪怕要从萨尔茨堡骑自行车越250里（約125公里）到拜鲁伊特，他都会一课不缺地次次捧场。[129]
- 在占领区受审期间，卡拉扬曾被亨利·阿特（Henry Alter）要求在四周内禁止离开维也纳。但卡拉扬说道，自己在这未来四周没东西吃。最后阿特给他送去五公斤馬鈴薯，以助其度日。后来两人在芝加哥再次相遇，一起共进午餐，当阿特要買单时，卡拉扬将帐单接过，说道：“这次是我的。您那时可是给我送去了五公斤馬鈴薯啊。”[130]
- 指揮時的卡拉揚經常是閉眼的狀態，小提琴家内森·米尔斯坦對此回憶：「我們第一次在琉森合作，一切都很好⋯⋯我演奏時通常是閉上眼睛的，不過當我偶而睜眼，發現指揮居然也正闔眼，我只好又把眼睛閉上。」[131]

## 註释
1. ↑  应付小歌剧时，乐队只排出17人的编制，就是正式的歌剧，乐队也只是在此基础上增加4人。
2. ↑  这些早期录音为DG公司在近期结集发行。
3. ↑  观看该次《名歌手》演出的除了希特勒外，还有当时南斯拉夫摄政王。由鲁道夫·波克曼（Rudolf Bockelmann）演唱汉斯·萨克斯，他醉酒上阵，演出状态极其不佳。另外卡拉扬的指挥一次又一次地出现硬伤。希特勒对此极为不满，并说道：“那小子从维也纳过来，竟自负到要背谱演出。如果他给自己放上一本总谱，就轮不到发生这一切了。”[22]
4. ↑  后者的合唱部分由维也纳歌唱协会合唱团担任，该合唱团于当年10月第一次与卡拉扬合作。
5. ↑  卡拉扬与的琉森合作关系持续到1988年，1960年除外。
6. ↑  其实，卡拉扬早在接手柏林爱乐乐团时，就已经开始准备这套录音制作。在第一次美国之行前夕，他就排演了第5號。第7號他在55到59年上演过三次。到了开录前，除了第2號和第8號，他已将其他交响曲在音乐会上过了最少一遍。
7. ↑  早在1959年他就指挥过该交响曲，而到了1966年他为DG公司作了录音。再就是后来1981年，他再次录制了该曲，并作为“卡拉扬金版”系列之一发行。
8. ↑  1968年，法国指挥蒙许去世，这意味着在1966年刚成立的巴黎管弦乐团群龙无首。卡拉扬接受邀请成为该团的音乐顾问，并做出了几次成功的演出和录音。不过他在多个场合申明，他不会成为该乐团的首席指导。可是后来当合约递上时，卡拉扬发觉最终版与当时草拟的版本有重大出入，里面要求他担任乐团首席指导一职。卡拉扬不接受合约，两者合作于是结束。
9. ↑  大指挥伯恩斯坦也只有过惊鸿一瞥，与乐队演出马勒第9號交響曲。
10. ↑  柏林爱乐有双重身份。首先他们是受雇于柏林议会（Berliner Senat），需要给柏林市提供音乐会，其正式名称是柏林爱乐管弦乐团（德语：Berliner Philharmonisches Orchester）。而作为独立的音乐人，他们则以柏林爱乐（德语：Berliner Philharmoniker）的名头工作在一起，并以该身份出席复活节音乐会和制作录音。
11. ↑  其实萨宾娜的这次留任，是乐团经理彼德·吉特（Peter Girth）的个人安排，吉特也因此被乐团成员要求辞职。
12. ↑  5月29日，卡拉揚在未說明原因的情形下，取消了柏林愛樂在該音樂節的演出行程。[77]西德大報《明镜》在6月18日的封面以「反叛卡拉揚」（Aufstand gegen Karajan）一詞報導了此事。[78]
13. ↑  1983年再次因为椎间盘突出而接受手术。[80]
14. ↑  此处所提及的录音参考自karajan.org和amazon.de。

### 引用
1. ↑  . 3sat.de. 2008  [28.02]. （原始内容存档于2008-02-11） （德语）.
2. ↑  Vaughan, Roger. . 普洛文化事业有限公司. ISBN 978-957-8769-02-1.
3. ↑  . PChome 個人新聞台. 2007-05-18  [2007-10-02]. （原始内容存档于2022-03-06） （中文（臺灣））.
4. ↑  陈杨. . 实用影音技术. 2013, (2): 96-106.[]
5. ↑  Cramer, Alfred William.  3. Pasadena, Calif.: Salem Press. 2009: p. 758. ISBN 9781587655159. OCLC 433070774. Herbert Ritter von Karajan (fahn KAHR-eh-yahn) was born to Ernst and Martha von Karajan, an upper-class family of Greek-Macedonian origin.
6. 1 2 3 4 5 6  Lapajne, Branka. . canadafreepress.com. 2008-04-04  [2018-01-22]. （原始内容存档于2021-04-05） （加拿大英语）.
7. ↑  Wessling 1994，第31頁
8. ↑  Wessling 1994，第42–3頁
9. ↑  Prawy 1996，第245頁
10. 1 2 3 4  . bh2000.net.   [2007-10-02]. （原始内容存档于2007-09-27） （中文（中国大陆））.
11. ↑  Uehling 2006，第42頁
12. ↑  Robinson 1975，第12頁
13. ↑  . 古典音乐网. 2005-08-19  [2007-10-02]. （原始内容存档于2007-10-12） （中文（中国大陆））.
14. ↑  Osborne 1989，第12頁
15. ↑  Osborne 1989，第103頁
16. ↑  Prawy 1996，第247頁
17. ↑  Robinson 1975，第17頁
18. ↑  Prawy 1996，第243頁
19. ↑  . youtube.com. 2008  [04.03]. （原始内容存档于2021-01-26） （英语）.
20. ↑  . karajan.org.   [2007-11-09]. （原始内容存档于2007-10-19）.
21. ↑  . deutschegrammophon.com.   [2007-11-09].[永久]
22. 1 2  Prawy 1996，第247頁
23. ↑  Osborne 1989，第12頁
24. ↑  Uehling 2006，封面
25. 1 2 3 4 5 6 7 8  Osborne, Richard. . Grove Music Online. 2015-01-13  [2022-05-31].[]
26. ↑  . 三弦音乐网. 2005-12-04  [2007-10-26]. （原始内容存档于2008-03-18） （中文（中国大陆））.
27. ↑  Robinson 1975，第24頁
28. ↑  周士红 2000，第119頁
29. ↑  黃裕昌. . 南方音響.   [2017-01-03]. （原始内容存档于2017-05-02） （中文（臺灣））.
30. ↑  Robinson 1975，第34頁
31. ↑  Wessling 1994，第129頁
32. ↑  Wessling 1994，第128–9頁
33. ↑  Robinson 1975，第28頁
34. ↑  Wessling 1994，第130–2頁
35. ↑  Wessling 1994，第134–5頁
36. ↑  Wessling 1994，第133–4頁
37. ↑  Robinson 1975，第67頁
38. ↑  Robinson 1975，第116–7頁
39. ↑  Prawy 1996，第247頁
40. ↑  . amazon.com. 23.11  [2007]. （原始内容存档于2021-07-20） （英语）.
41. ↑  Uehling 2006，第157頁
42. ↑  Stereoplay. . amazon.de. 23.11  [2007]. （原始内容存档于2015-04-02） （德语）.
43. ↑  Robinson 1975，第47–56頁
44. ↑  . Amazon.com. 2008  [04.03]. （原始内容存档于2021-07-20） （英语）.
45. ↑  Kleinert 2005，第23–4頁
46. ↑  . unitel.de. 05.12  [2007] （英语）. [永久]
47. ↑  Robinson 1975，第94頁
48. ↑  Robinson 1975，第63頁
49. 1 2 3  林逸聪 1999，第817頁
50. ↑  周士红 2000，第162頁
51. ↑  Robinson 1975，第95–6頁
52. ↑  . KlassikAkzente. 2002-10-25  [2007]. （原始内容存档于2008-09-22） （德语）.
53. ↑  . Amazon.de. 10.12  [2007]. （原始内容存档于2014-07-31） （德语）.
54. ↑  March 1999，第490和151頁
55. ↑  . Amazon.com.   [2007]. （原始内容存档于2016-03-05） （英语）.
56. ↑  . klassikakzente.de.   [2007]. （原始内容存档于2008-06-16） （德语）.
57. ↑  Uehling 2006，第157頁
58. ↑  Robinson 1975，第50頁
59. ↑  Prawy 1996，第243頁
60. ↑  Kleinert 2005，第33頁
61. ↑  Osborne 1989，第32頁
62. ↑  Erling, Johnny. . Berliner Morgenpost. 2006-11-15  [2007-12-27]. （原始内容存档于2006-11-15） （德语）.
63. ↑  . karajan.org.   [2007-12-25]. （原始内容存档于2007-10-19）.
64. ↑  Robinson 1975，第189頁
65. ↑  Robinson 1975，第189–90頁
66. ↑  陈立 1998，第364頁
67. ↑  Uehling 2006，第354–5頁
68. ↑  . Deutsche Grammophon.   [2007-12-27]. （原始内容存档于2008-03-28） （英语）.
69. ↑  . Sony Classical.   [2007]. （原始内容存档于2008-03-31） （英语）.
70. ↑  . Deutsche Grammophon.   [2007-12-27]. （原始内容存档于2007-12-17） （英语）.
71. ↑  陈立 1998，第50頁
72. ↑  Crutchfield, Will. . The New York Times. 1993-07-18  [2008-03-04]. ISSN 0362-4331. （原始内容存档于2022-03-06） （美国英语）.
73. ↑  Uehling 2006，第358頁
74. ↑  Robinson 1975，第197頁
75. ↑  Osborne, William. . International Alliance for Women in Music.   [2008-03-07]. （原始内容存档于2008-04-05） （英语）.
76. ↑  Robinson 1975，第198頁
77. ↑  岩浩. . 由蕭天正翻译. 台北市: 全音音樂文摘雜誌社. 1984-10-01: 36.
78. ↑  . 1984-06-18  [2022-01-14]. （原始内容存档于2022-01-14） （德语）.
79. ↑  Robinson 1975，第200–1頁
80. ↑  Uehling 2006，第355頁
81. ↑  Battle, Kathleen. Schmidt, Trudeliese. Winbergh, Gösta. Furlanetto, Ferruccio.  (CD). Deutsche Grammophon. POCG-1204 (419 095-2).
82. ↑  Kleinert 2005，第36頁
83. ↑  大賀典雄. . : 207–8.
84. ↑  Uehling 2006，第391頁
85. ↑  央视国际. . 新华网. 2004-12-22  [2008-02-10]. （原始内容存档于2008-11-07） （中文（中国大陆））.
86. ↑  好思佳. . 古典音乐网. 2003-07-17  [09.02]. （原始内容存档于2007-06-10） （中文（中国大陆））.
87. ↑  林逸聪 1999，第822頁
88. ↑  Robinson 1975，第123頁
89. ↑  . Amazon.com.   [2008-02-10]. （原始内容存档于2023-05-30） （英语）.
90. ↑  . amazon.com.   [2008-02-15]. （原始内容存档于2021-07-20） （英语）.. amazon.com.   [2008-02-15]. （原始内容存档于2021-07-20） （英语）.. amazon.com.   [2008-02-15]. （原始内容存档于2021-07-20） （英语）.
91. ↑  Godell, Thomas. . classical.net.   [2008-02-22]. （原始内容存档于2008-05-17） （英语）.
92. ↑  March 1999，第348頁
93. ↑  March 1999，第355頁
94. ↑  Robinson 1975，第55頁
95. ↑  詹姆斯, 大卫·伯奈特. . 江苏人民出版社. 1999: 150.
96. ↑  詹姆斯, 大卫·伯奈特. . 江苏人民出版社. 1999: 136.
97. 1 2  . KlassikAkzente.   [2008]. （原始内容存档于2003-11-04） （德语）.
98. ↑  Robinson 1975，第117–8頁
99. ↑  Löbl, Karl; Herbert von Karajan. . Herbert von Karajan Institut.   [2008-03-04]. （原始内容存档于2019-06-06） （德语）.
100. ↑  Mutter, Anne-Sophie. . faz.net.   [2008-02-28]. （原始内容存档于2010-03-16） （德语）.
101. ↑  Prawy 1996，第243頁
102. ↑  Kleinert 2005，第27頁
103. ↑  Prawy 1996，第160頁
104. ↑  Prawy 1996，第243頁
105. 1 2  Dobner, Walter. . diepresse.com.   [2008-02-23]. （原始内容存档于2016-08-05） （德语）.
106. 1 2  Klassiskakzente. . klassikAkzente. 2008,. C 43177: 6–9  [2013-08-09]. （原始内容存档于2020-06-15） （德语）.
107. ↑  . 2006-08-23  [2022-03-06]. （原始内容存档于2022-03-06）.
108. ↑  Robinson 1975，第77頁
109. ↑  Kleinert 2005，第32頁
110. ↑  Fischer-Karwin, Heinz; Herbert von Karajan. . Herbert von Karajan Institut.   [2008-03-04]. （原始内容存档于2021-02-27） （德语）.
111. ↑  Robinson 1975，第99頁
112. ↑  诺曼·莱布雷希特. . 世界图书出版公司. : 163–165. ISBN 7-5062-5707-6 （中文）.
113. ↑  Kleinert 2005，第26頁
114. ↑  March 1999，第156頁
115. ↑  March 1999，第354頁
116. ↑  周士红 2000，第206頁
117. ↑  . Amazon.com.   [2008-03-01]. （原始内容存档于2007-09-14） （英语）.
118. ↑  Robinson 1975，第42頁
119. ↑  Robinson 1975，第101頁
120. ↑  Robinson 1975，第104頁
121. ↑  Robinson 1975，第111頁
122. ↑  . karajan-institut.org. Salzburg. 2017  [2017-10-10]. （原始内容存档于2017-10-20）.
123. ↑  Weber, Derek. . Neue Zürcher Zeitung (Zürich). 2007-01-03  [2017-10-10]. （原始内容存档于2018-11-03）.
124. ↑  . karajan-research.org. Salzburg. 2017  [2017-10-10]. （原始内容存档于2021-10-08）.
125. ↑  Schneyder, Elizabeth. . Der Standard (Vienna). 2017-06-10  [2017-10-11]. （原始内容存档于2019-04-16）.
126. ↑  Walder, Sandra. . Neue Musikzeitung (Regensburg). 17 April 2017  [2017-10-10].
127. ↑  . southaudio.com.tw.   [2024-10-07]. （原始内容存档于2024-01-31） （中文（臺灣））.
128. 1 2  . sn.at.   [2024-07-27]. （原始内容存档于2024-12-02） （奥地利德语）.
129. ↑  Robinson 1975，第9–10頁
130. ↑  Prawy 1996，第250頁
131. ↑  卡拉揚接受訪談，1977年12月27日。見線上影片 （页面存档备份，存于）

### 书目
- Brunner, G.; C. Barber; J. Bowen. Stanley Sadie , 编. . "Karajan, Herbert von". 2001.（页面存档备份，存于）
- Kleinert, A. . Jaron Verlag. 2005. ISBN 978-3-89773-131-8.
- March, Ivan; Edward Greenfield. . 商务印书馆. 1999. ISBN 978-7-80103-136-5.
- Osborne, R. . München: R. Piper GmbH & Co. KG. 1989. ISBN 978-3-492-03392-3.
- Prawy, M. . Wien: Verlag Kremayr & Scheriau. 1996.
- Robinson, P. . Lester and Orpen Limited. 1975.
- Uehling, P. . Reinbek bei Hamburg: Rowohlt Verlag GmbH. 2006. ISBN 978-3-498-06884-4.
- Wessling, B.W. . München: Wilhelm Heyne Verlag GmbH & Co. KG. 1994. ISBN 978-3-453-07323-4.
- 陈立. . 人民邮电出版社. 1998. ISBN 978-7-115-06901-6.
- 周士红. . 北京邮电出版社. 2000. ISBN 978-7-115-07376-1.
- 林逸聪. . 华夏出版社. 1999. ISBN 978-7-5080-1503-3.